# История Северной Каролины

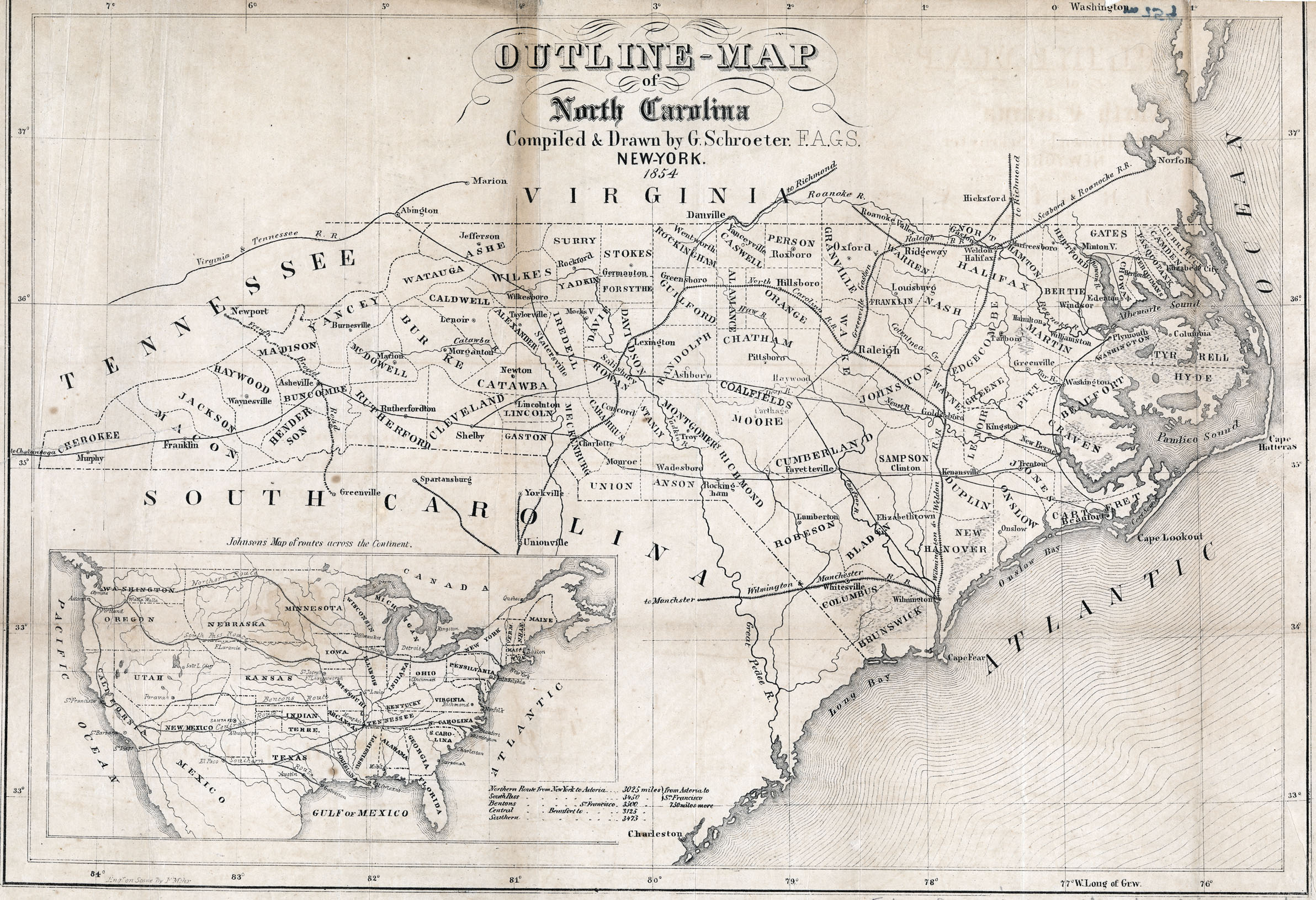
Карта штата Северная Каролина 1854 года с обозначением железнодорожной сети

Исто́рия Се́верной Кароли́ны включает в себя события от доколониальной истории до современности, происходившие на территории современного американского штата Северная Каролина.
Самые ранние следы присутствия человека, относящиеся примерно к 8000 году до н. э., обнаружены на археологическом объекте Хардавей-Сайт. Период истории от 1000 года до н. э. и до появления европейцев сейчас известен как Вудлендский период. Именно в этот период расцветала Миссисипская культура, которая распространялась и на территорию Северной Каролины. Исторически в регионе были зафиксированы племена так называемых каролинских алгонкинов, которых встретили первые европейцы. Помимо них, в регионе обитали носители ирокезских языков и представители юго-восточной группы языков сиу.
Первой попыткой колонизации Северной Каролины стало основание сэром Уолтером Рэли в 1585—1587 годах колонии Роанок, известной как «Потерянная колония». Провинция Каролина появилась около 1629 года, хотя официально она стала провинцией только в 1663 году. В 1712 году она была разделена на две части, что сформировало границы колонии Северная Каролина. В 1729 году она стала королевской колонией Британской империи. В 1776 году колония объявила о независимости. 21 ноября 1789 года Северная Каролина стала 12-м штатом, который ратифицировал Конституцию США.
Споры вокруг рабства, которое существовало в Северной Каролине с колониальных времён, привели к Гражданской войне в США. 20 мая 1861 года Северная Каролина объявила о выходе из состава США и стала последним штатом, который присоединился к Конфедеративным Штатам Америки. После завершения войны Каролина была принята обратно в Союз 4 июля 1868 года. 6 декабря 1865 года была ратифицирована Прокламация об освобождении рабов. После завершения Реконструкции Юга белые демократы снова оказались у власти в штате. В 1900-х годах ими были проведены Законы Джима Кроу, отстранившие от голосования многих малоимущих белых и лишившие права голоса афроамериканцев. Эти же законы ввели в штате расовую сегрегацию.
17 декабря 1903 года в Килл-Девил-Хилс братья Райт впервые подняли в воздух летательный аппарат тяжелее воздуха. В конце XIX и начале XX века Северная Каролина стала превращаться из преимущественно аграрного штата в индустриальный. В это время были основаны многие табачные и текстильные фабрики, особенно в предгорных районах штата. Великая депрессия тяжело ударила по экономике штата, но проекты Нового курса Рузвельта помогли ей восстановиться. Экономика снова расцвела после окончания Второй мировой войны.
В годы борьбы за гражданские права в Гринсборо по инициативе студентов-афроамериканцев начался процесс десегрегации, который распространился на другие города штата. В 1990-х годах Шарлотт стал главным банковским центром штата и США. В конце XX и начале XXI века население штата стало расти по мере урбанизации и экономического роста.

## Доколониальная история
Самые ранние следы присутствия человека на территории Северной Каролины обнаружены на археологическом объекте Хардавей-сайт в центральной части штата. Эта стоянка существовала примерно 8 — 10 тыс. лет до н. э. Орудия труда очень плавно менялись последующие 7000 лет, что говорит о существовании единой археологической культуры на протяжении этого времени. Стоянки этой эпохи крайне немногочисленны и принадлежат охотникам и собирателям. И только к концу периода появляются признаки сельского хозяйства, одомашнивания животных и керамики. Период от 1000 лет до н. э. и до пришествия европейцев известен как Вудлендский период. В это время существовали постоянные поселения и даже укрепления, что говорит о появлении организованной племенной войны.

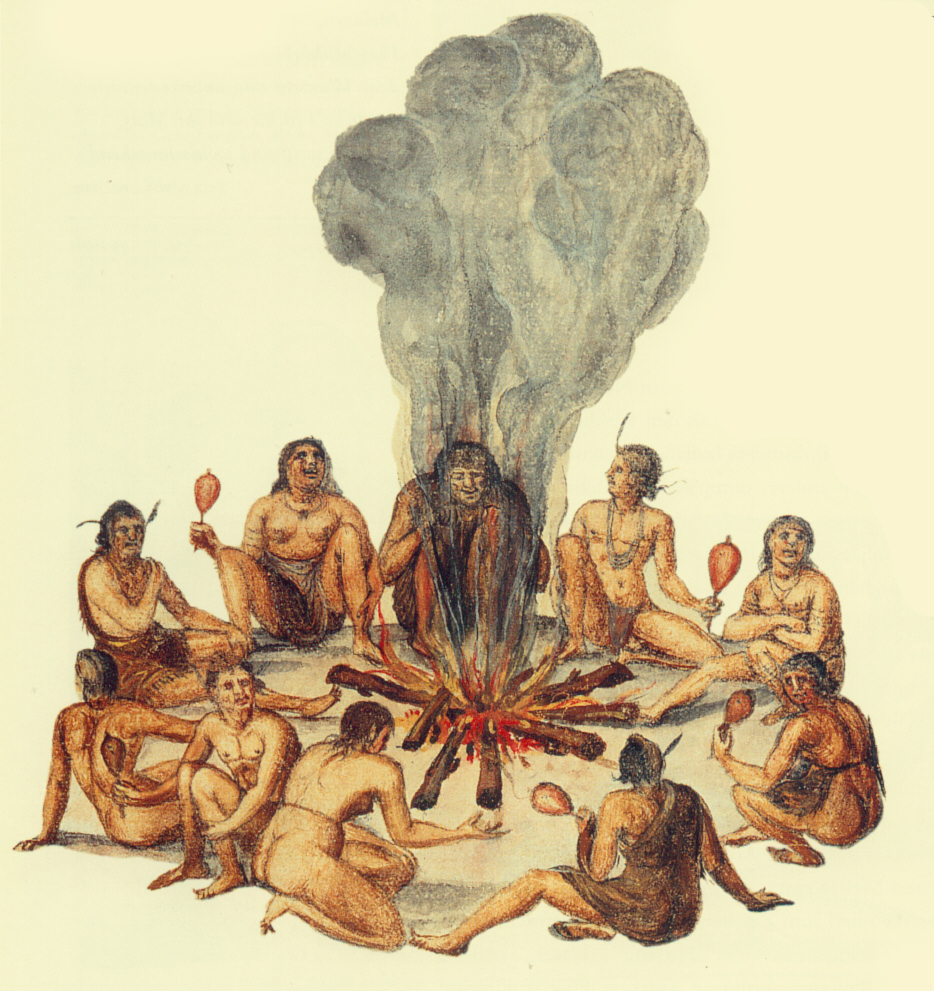
Индейцы секотан, рисунок 1575 года.

Около 700 года в долине реки Миссисипи зародилась Миссисипская культура, которая распространилась, в частности, и на территорию Северной Каролины. Эта культура была теснее связана с земледелием, её носители строили крупные поселения часто с земляными пирамидами, на которых строили храмы: примером такого поселения является поселение Таун-Крик. Носители вудлендской культуры постепенно переняли традиции миссисипцев, или же отселились в более изолированные регионы. Европейцы, при появлении в Америке, встретили оба типа культуры.
На момент появления европейцев Северную Каролину населяли носители трёх языковых групп: ирокезы, сиу и алгонкины. К ирокезским племенам относились племена чероки, которые населяли Голубой хребет и земли юго-западнее, и тускарора, которые населяли прибрежные равнины. Два более мелких ирокезских племени, ньюсиок и кори, жили в окрестностях мыса Лукаут. Сиуанские племена населяли предгорья, долину реки Пи-Ди и региона Кейп-Фир, это были индейцы кейп-фир, катоба, кейяуви, окканичи, пиди, сапони, сиссипахо, черо, тутело, уоксо и ваккамо. Алгонкинские племена селились на северо-востоке штата, на Внешних отмелях и берегах заливов Албемарл и Памлико. Это были племена чованок, хаттерас, моратук, кроатан, секотан, памлико, роанок и вепемеок.

## Первые исследования

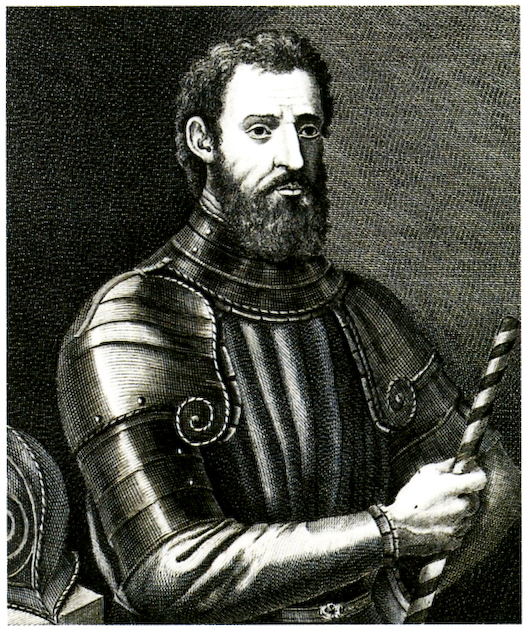
Джованни да Верраццано, гравюра XVIII века

Первым европейцем, посетившим и изучившим берега Северной Каролины, стал Джованни да Верраццано, флорентиец на французской службе, хотя существует предположение, что Джон Кабот опередил его на четверть века. 24 января 1524 года он отплыл с Мадейры на корабле La Dauphine с командой в 50 человек и запасом продовольствия на 8 месяцев, надеясь найти северный путь в Китай. После сложного перехода по бурному морю он вышел к американскому берегу в районе 34-й параллели, у современного мыса Кейп-Фир. Там он повернул на север и плыл, время от времени высаживая на берег отряды. Он дошёл до Ньюфаундленда и повернул обратно во Францию, где представил королю Франциску I первое в истории описание североамериканского берега. Наблюдения да Вераццано были очень подробными и точными, и возможно, что под их влиянием Уолтер Роли впоследствии задумал основать колонию на этом континенте.
В 1526 году отряд испанских колонистов с Испаньолы во главе с Лукасом Васкесом де Айллоном высадился в устье реки, которую они назвали Рио-Хордан (вероятно, современная Кейп-Фир-Ривер). В отряде было 500 человек, мужчин, женщин, рабы и лошади. Один из кораблей разбился о скалы, из-за чего было потеряно много нужных припасов. Это событие и ряд последующих проблем не позволили колонии выжить. Айллон умер 18 октября 1526 года, а 150 человек, оставшиеся от его отряда, попытались вернуться на Испаньолу. Их останки потом находили на побережье последующие исследователи.
Западные и центральные районы Северной Каролины впервые посетил Эрнандо де Сото во время своей экспедиции 1539—1540 годов. Вероятно, его первая встреча с местными индейцами произошла в Гукилле, около современного Хикори. В 1567 году капитан Хуан Пардо отправился с экспедицией с острова Пэррис-Айленд во внутренние районы Северной Каролины, в основном следуя по пути де Сото. Путешествие было предпринято для того, чтобы был повод объявить эту территорию испанской колонией, наладить отношения с индейцами и крестить их.
Пардо и его отряд основали зимний лагерь в местечке Хоара (около Моргантона в округе Бёрк), которое он переименовал в Куэнку. Здесь Пардо построил форт Сан-Хуан, оставил там отряд в 30 человек, а сам отправился дальше и основал ещё пять фортов. В 1567 году экспедиция Пардо основала миссию Саламанка на территории современного округа Роуан. Пардо вернулся на Пэррис-Айленд, а в 1568 году индейцы убили всех его людей кроме одного и сожгли все форты. Испанцы больше не приходили в эти места, а поход Пардо стал первой попыткой колонизации внутренних районов Северной Каролины. Журнал экспедиции был переведён в 1980-х годах, а археологи нашли в Хоаре поселение индейцев Миссисипской культуры.

## Британская колонизация

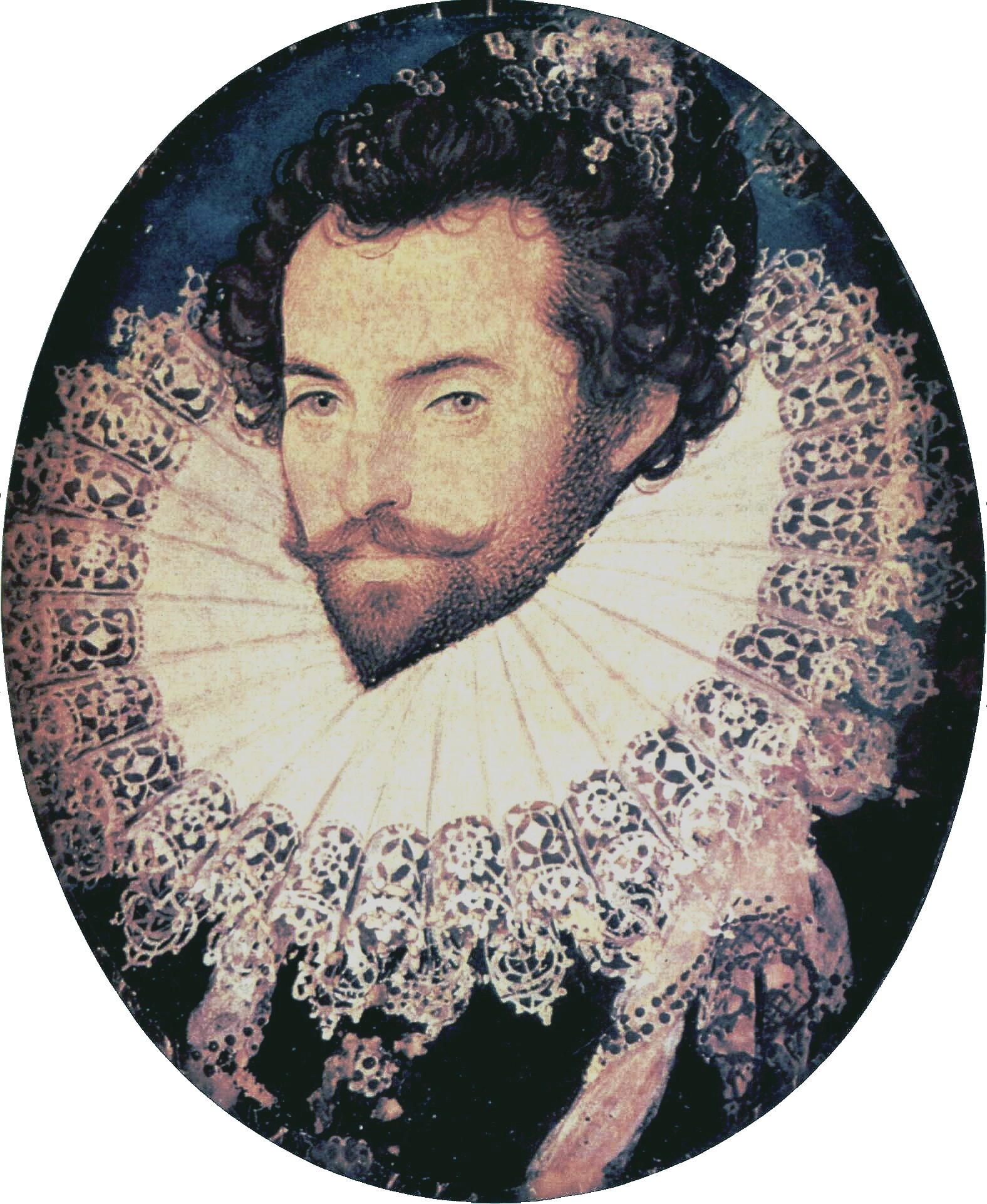
Уолтер Роли, основатель колонии Роанок

В конце XVI века королева Елизавета I была обеспокоена ростом могущества Испанской империи и поощряла нападения на испанские колонии и коммуникации; однако сэр Уолтер Роли предложил не ограничиваться нападениями, а предпринять собственную активную колонизацию Нового Света. Он верил, что такие колонии помогут развить английскую торговлю, и смогут быть базами для нападения на испанские колонии. В 1578 году в Новый Свет отправились 7 кораблей под командованием Хэмфри Гилберта; Роли был его родственником и сам командовал одним из кораблей. Но корабль столкнулся с испанцами и не смог достичь Нового Света. В 1583 году Гилберт умер, а выданный ему патент на колонизацию перешёл Уолтеру Роли: 25 марта 1584 года он получил официальные бумаги и уже 27 апреля отплыл в Америку. Через 67 дней, 2 июля 1584 года они достигли суши.
Хартия 1584 года, которую Роли получил от королевы, даровала всем колонистам равные с англичанами права, как если бы они были рождены в Англии. Впоследствии это стало основой для утверждений, что американские колонисты имеют те же права, что и урождённые англичане. Все последующие гранты подтверждали эту привилегию.
Проследовав на север 120 миль, экспедиция нашла остров на подветренной стороне Внешних отмелей, который местные индейцы называли Роанок и, изучив его, в сентябре вернулась в Англию, взяв с собой двух индейцев, Ванчесе и Мантео. Роли официально объявил, что основал для королевы новую землю и был произведён за это в рыцари. В июне 1585 года на Роанок прибыли 107 колонистов под командованием Ричарда Гренвилла, который 25 августа отправился назад в Англию, оставив колонистов под командованием Ральфа Лейна. Лейн построил на острове форт, в котором 3 сентября 1585 года написал письмо в Англию, которое стало первым письмом, написанным на английском языке в Новом Свете. Но к весне 1586 года отношения с индейцами осложнились, обстановка в колонии ухудшилась, поэтому, когда к острову подошла эскадра Фрэнсиса Дрейка, Лейн принял решение эвакуировать жителей в Англию.
Экспедиция Лейна не обнаружила золота или серебра, но она впервые привезла в Англию то, что индейцы называли uppowoc (табак), pagatour (кукуруза) и openauk (картофель).
26 апреля 1586 года из Плимута вышла новая экспедиция под командованием Джона Уайта. Высадившись на острове Роанок он основал поселение («Колонию Роанок») на месте форта Роли. Здесь 18 августа у его дочери Элеонор Дэйр родилась дочь Вирджиния Дэйр, которая стала первым англичанином, родившимся в Новом Свете. 27 августа Уайт отплыл в Англию. Из-за войны с Испанией Уайт смог вернуться на остров только 18 августа 1590 года, но не нашёл на острове ни одного европейца.

### Первые поселения

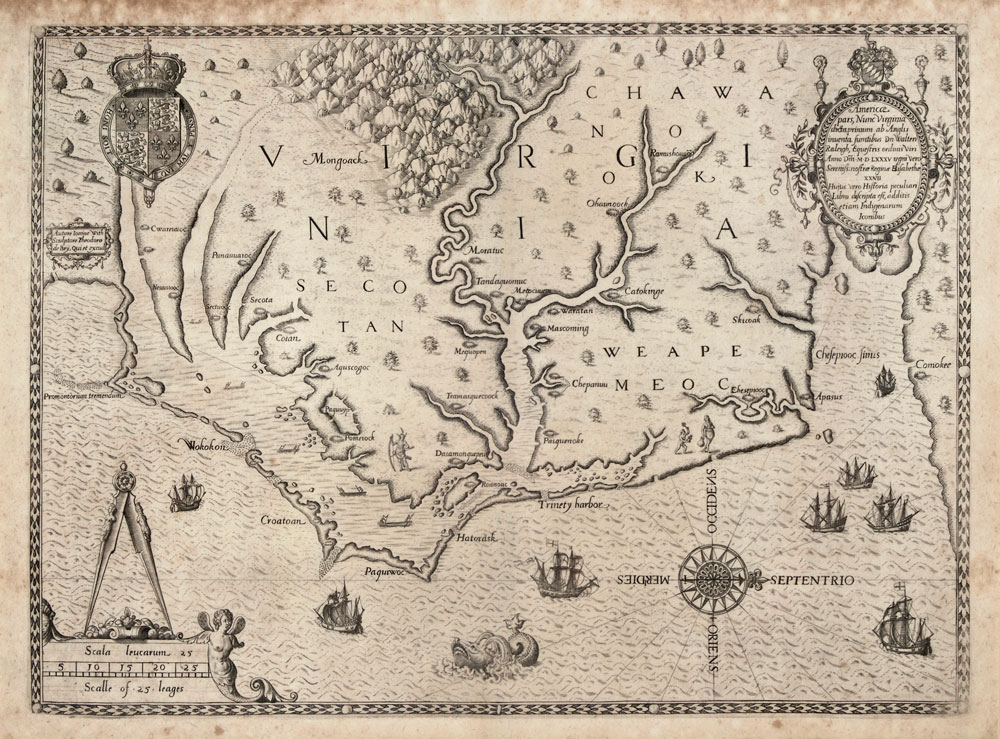
Карта 1581 года, созданная на основе исследований Джона Уайта.

Уже экспедиции Уолтера Роли показали, что побережье Северной Каролины неудобно для основания поселений. Мели между побережьем и Внешними отмелями позволяли подойти к берегу только самым мелким океанским кораблям. По этой причине впоследствии в Северной Каролине не было глубоководных портов, что препятствовало миграции и коммерции. Роли стал думать о том, чтобы выбрать другое место, ближе к Чесапикскому заливу. В то же время его попытки вдохновили других повторить его эксперимент и показали, что это предприятие слишком дорогостоящее, и требует крупных капиталовложений. Поэтому от колонизации Северной Каролины отказались, а в 1606 году в Лондоне была основана Лондонская компания, а в 1607 году было основано поселение Джеймстаун. Так была основана Колония Вирджиния, к которой первое время относилось и побережье Северной Каролины. Колонисты Вирджинии интересовались реками, по которым можно было попасть вглубь континента, и рано обратили внимание на Албемарлский залив. Сведений о первых исследованиях залива не сохранилось, самой ранней известной экспедиций стала экспедиция Джона Пори в 1622 году. В 1654 году Фрэнсис Ердли, сын вирджинского губернатора Джорджа Ердли, отправил экспедицию к острову Роанок. К 1655 году первые постоянные поселения появились восточнее реки Чован, к северу от Албемарлского залива. Они стали известны как Албемарлские поселения.

### Правление лордов-собственников

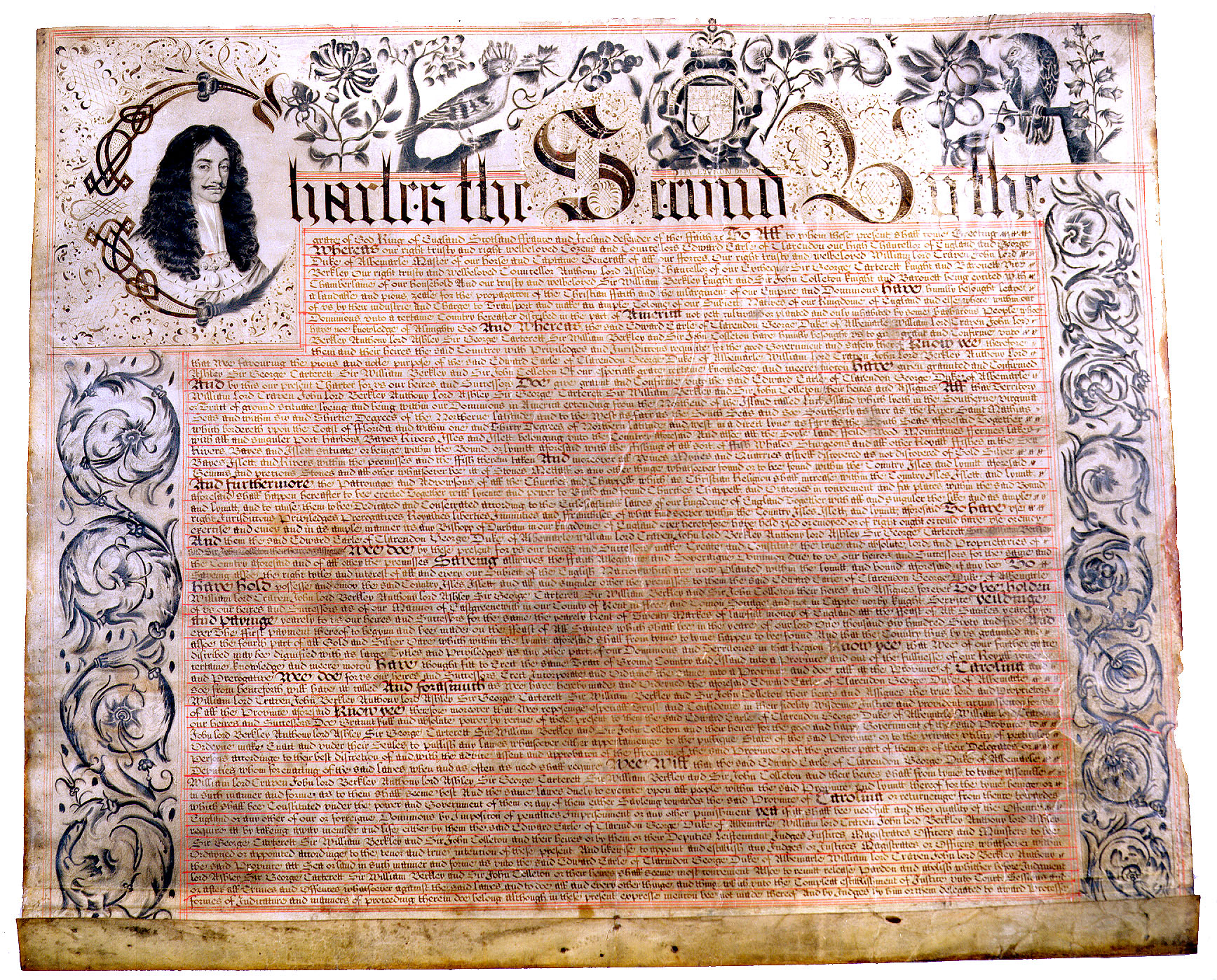
Королевский грант 24 марта 1663 года

К 1663 году на Албемарлских поселенцев обратили внимание в Англии. Группа английских придворных решила организовать на их месте более крупную колонию, и попросила у короля Карла II грант на земли к югу от колонии Вирджиния. Король согласился и грантом 1663 года уполномочил их создать отдельную провинцию на землях между 31-й и 36-й параллелями. Позже выяснилось, что в эти границы не попадают Албелмарлские поселения, поэтому 30 июня 1665 года король выдал второй грант, который расширял границы колонии на полградуса к северу и на два градуса к югу. Так как ещё ранее, в 1629 году, король Карл I выдал грант сэру Роберту Хету, в котором назвал эти земли Каролиной (Carolana или Carolina), то было решено оставить это название. В итоге была образована Провинция Каролина, управление которой было поручено восьмерым друзьям короля, которых он назвал «истинными и абсолютными лордами-собственниками».
По мнению историка Милтона Реди, король хотел реформировать английское общество, но сначала намеревался испытать реформы на отделённой колонии, поэтому он даровал Каролине невиданные ранее религиозные свободы и почти полную независимость местной администрации.
Уже в 1663 году лорды-собственники объявили о создании правительства колонии, юрисдикция которого распространялась на Албелмарлские поселения. В 1664 году вирджинский губернатор Беркли по их просьбе назначил Уильяма Драммонда первым губернатором, и так была сформирована исполнительная власть правительства. Позже, в начале 1665 года, сформировалась законодательная ветвь власти. Первым шагом новой власти был запрос к лордам-собственникам, в котором они просили выдавать поселенцам земли на тех же условиях, которые приняты в Вирджинии. Лорды-собственники согласились и 1 мая 1668 года подписали документ, известный как Great Deed of Grant. Это произошло уже при втором губернаторе, Самуэле Стивенсе, который сменил Драммонда в 1667 году.

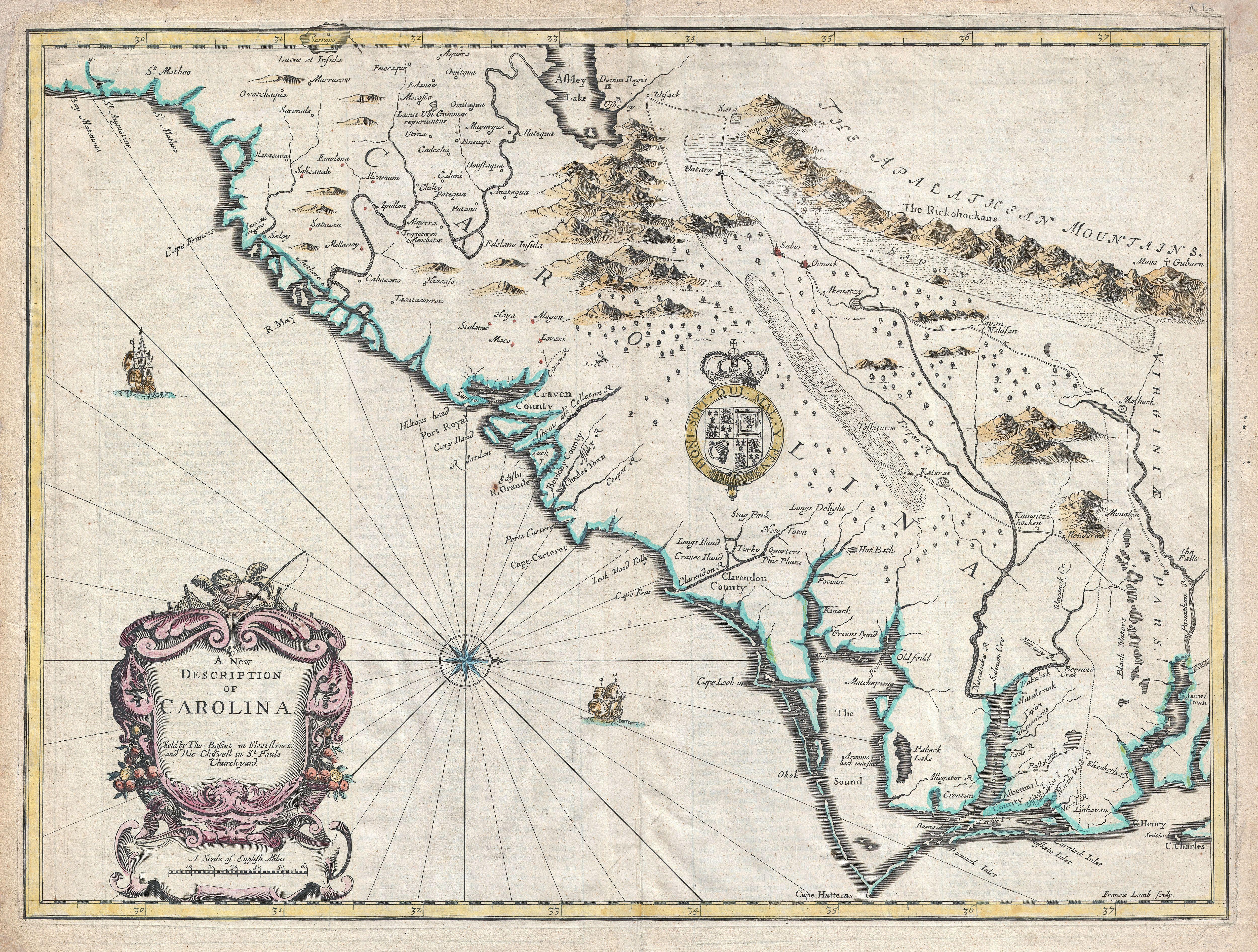
Карта Северной Каролины 1676 года (север внизу)

С самого начала лорды-собственники не знали, как лучше организовать управление колонией и перебрали много различных вариантов. В итоге при содействии Джона Локка были составлены два плана: «Grand Model for the Province of Carolina» и «Fundamental Constitutions of Carolina». Собственники одобрили эти документы 1 июля 1669 года, но затем было внесено много изменений, а в итоге планы были отменены. Помимо организации центральной власти были основаны три провинциальные правительства, которые были названы Округами (Counties). Это были Албемарл, Кларендон и Крейвен. Округ Крейвен потом трансформировался в Южную Каролину, Кларендон был заброшен, поэтому только округ Албемарл имеет отношение к истории Северной Каролины.
Злоупотребления властей особенно участились после того, как в 1683 году губернатором стал Сет Сотел. Он игнорировал волю лордов и законы колонии, присваивал казённые деньги, брал взятки с преступников, незаконно отбирал имущество колонистов и вредил торговле. В 1688 году, несомненно под влиянием Славной революции, поселенцы взбунтовались, арестовали Сотела и отдали под суд и приговорили к изгнанию. Лорды-собственники подтвердили приговор Ассамблеи. Сотел был последним губернатором с титулом «губернатор Албемарла».
Около 1690 года в провинции появились первые французы-гугеноты. Они прибыли из Вирджинии и расселились на реке Памлико. В 1694 году губернатор Арчдейл создал Округ Арчдейл, куда вошли земли между заливом Албемарл и рекой Кейп-Фир. В 1696 году образовался округ Бат (между Албемарлом и рекой Ньюс), который получил право отправлять делегатов в Ассамблею провинции. Позже, в 1710 году на реке Ньюс стали селиться беженцы-протестанты из германского Пфальца. Их переселением руководил Кристоф фон Граффенрид, который основал на реке Ньюс город Нью-Берн.
Уже в ранние годы существования колонии стали различаться её Северная и Южная половины, с границей по реке Кейп-Фир. Когда в 1689 году губернатором был назначен Филип Ладвелл, то было сказано, что он назначается губернатором территории, лежащей к северу и востоку от Кейп-Фира. Но уже в 1691 году Ладвелла сделали губернатором всей Каролины. Его преемник Джон Арчдейл был губернатором всей провинции, но имел заместителей для Южной и Северной половин. Сам губернатор обычно жил в Чарлстоне, что ослабляло его влияние на северную часть Каролины и повышало роль представительной власти. В 1710 году было решено назначать двух разных губернаторов для двух Каролин, и в результате в 1712 году Эдвард Хайд стал губернатором «той части провинции Каролина, что к N и Е от Кейп-Фир и называется N Каролина».
В 1704 году на реке Блэк-Крик был основан город Бат, который в 1705 году стал инкорпорированным городом, быстро развивался и стал первой столицей колонии.

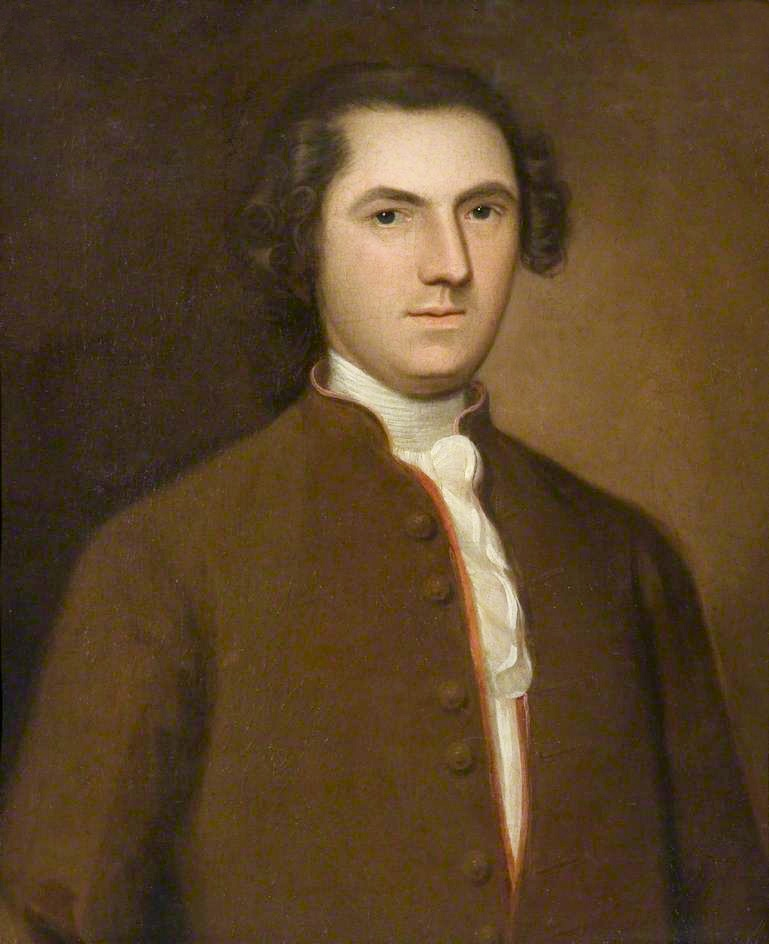
Губернатор Эдвард Хайд

При основании колонии предполагалось, что основной церковью будет Англиканская, но никто не занимался религиозными вопросами, и в итоге значительная часть населения оказалась квакерами. Около 1703 года правительство попыталось добиться доминирования англиканской церкви, что привело к конфликту с квакерами и расколу в правительстве. Новый губернатор Хайд принял сторону про-англиканской части колонии, а прежний губернатор Кэри в ответ поднял так называемое Восстаник Кэри: 30 июня 1711 года он напал на дом Хайда, но был отбит. Хайду при поддержке вирджинского губернатора Спотсвуда удалось подавить мятеж. Разногласиями среди поселенцев решили воспользоваться индейцы тускарора, которые были недовольны тем, что пфальцские немцы селятся на их землях на реке Ньюс. В сентябре 1711 года началась Тускарорская война: индейцы напали на селения на реке Ньюс, полностью опустошив регион. Хайду удалось сформировать ополчение колонии и при помощи южнокаролинского отряда разбить индейцев. Хайд вскоре умер от жёлтой лихорадки и войну завершил его преемник Томас Поллок. В те же годы северокаролинцы пришли на помощь Южной Каролине во время нападения индейцев Ямаси.
В 1716 году губернаторы Иден и Спотсвуд пришли к компромиссу относительно границы между Вирджинией и Северной Каролиной и была проведена официальная границы колоний. Король и лорды-собственники утвердили соглашение.
Королевская администрация ещё с конца XVII века желала присвоить себе право управления колонией, поэтому вело агитацию в свою пользу среди колонистов и одновременно оказывала давление на лордов-собственников. Лорды долго сопротивлялись этому давлению, но в январе 1728 года были вынуждены уступить и согласились отказаться от политических прав за 2500 фунтов каждому. 25 июля 1729 года колония перешла под прямое управление королевской администрации.

### Коронная колония

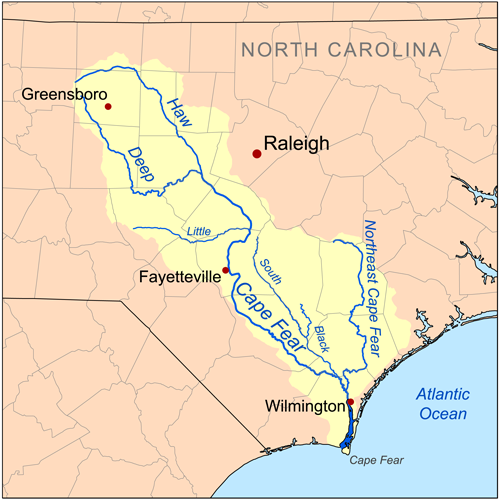
Река Кейп-Фир

В первые 30 лет коронного правления население колонии стремительно росло. Если в 1730 году колонисты заселили только прибрежные районы и их было не более 30 000, то к 1760 году они расселились до предгорий Голубого хребта и их уже было около 130 000 человек. Население росло за счёт естественного прироста и за счёт миграции из Вирджинии, Пенсильвании и Нью-Джерси. В первые годы быстрее всего заселялись берега реки Кейп-Фир. Первая колония на Кейп-Фире появилась в 1665 году, но была заброшена в 1667. Потом здесь обосновались пираты, затем враждебные племена индейцев, и только в 1725 году индейцы были разбиты и был получен первый грант на землю, на которой был основан город Брунсвик. Позже был основан город Ньютон, позже переименованный в Уилмингтон в честь графа Уилмингтона. В 1730-х годах он, после некоторой борьбы с Брунсвиком, стал политическим центром провинции.
В 1746 году подавление Якобитского восстания и репрессии против шотландских горцев привели к массовой миграции горцев в Новый Свет. Повлияло отчасти то, что Габриель Джонстон, губернатор Северной Каролины с 1734 по 1752 год, был шотландцем. Первые горцы прибыли в Уилмингтон ещё в 1739 году и были поселены на реке Кейп-Фир. После 1746 года прибывали всё новые переселенцы. В 1762 году переселенцы из шотландского Кэмпбелтауна основали на реке Кейп-Фир город Кемпбелтаун, который впоследствии был переименован в Фейетвилл. В 1775 году губернатор писал, что может поставить под ружьё 3000 горцев, из чего следует, что всего в колонии в том году жило около 20 000 шотландцев. Горцы собирались сохранить традиционную структуру своего общества, но клановая структура быстро отмерла за ненужностью, из-за этого постепенно исчезла национальная одежда, и постепенно вышел из употребления и гэльский язык.
Одновременно с горцами началась миграция ирландских шотландцев (Ольстерских протестантов). В 1735 году по предложению Артура Доббса был выделен земельный грант под первую крупную группу переселенцев. В 1737 году был выдан грант в 1 200 000 акров у рек Катоба и Ядкин. Миграция пошла в основном с севера: колонисты прибывали в Филадельфию, и оттуда шли на юг через Вирджинию (где не селились из-за религиозных ограничений) в Северную Каролину. Миграции способствовало и то, что в те годы подряд три губернатора были шотландцами или ирландскими шотландцами. Заселение шло так быстро, что в регионе к западу от реки Ядкин население увеличилось между 1746 и 1753 годами с 500 до 15 000 жителей.
Между 1745 и 1775 годами в Северную Каролину мигрировали немецкие протестанты, в основном из Пенсильвании, где были высокие цены на землю. Самой заметной группой среди них были так называемые «Моравские братья». Их епископ Август Спангерберг исследовал запад Северной Каролины и приобрёл земельный грант на 100 000 гектаров, известный как «Вачовский тракт». В 1753 году там появились первые поселенцы. 6 января 1766 года на этой территории был основан город Уинстон-Сейлем.

### Война за ухо Дженкинса
В 1739 году Англия объявила Испании войну, известную как Война за ухо Дженкинса, надеясь получить доступ к торговле с испанскими колониями. Летом 1740 года король впервые обратился к колониям с просьбой предоставить солдат и финансирование. Колонии выставили 36 рот по 100 человек каждая, в том числе Северная Каролина предоставила 4. На их снаряжение в колонии было собрано 1200 фунтов. Роты отправились из Уилмингтона на Ямайку, после чего были задействованы в неудачной осаде Картахены. Война принесла большие потери колонии: в течение восьми лет испанцы и французы нападали на прибрежные поселения и захватывали торговые корабли. Они стали использовать те же бухты и острова на побережье колонии, которыми пользовались пираты в эпоху Золотого века (например, бухту Тич-Хоул). В 1747 году испанцы разграбили город Бьюфорд а 5 сентября 1748 года совершили рейд на Брунсвик. В том же году война завершилась.

### Война с французами и индейцами
В 1754 году произошло столкновение англичан с французами в Огайо, что привело к Войне с французами и индейцами. Король предложил колониям заключить более тесный союз между собой; губернатор Доббс предложил этот проект (Олбанский план) Генеральной Ассамблее, но он никого не заинтересовал. Северная Каролина же оказалась совершенно не готова к войне. Её 22 округа должны были выставить по полку каждый, всего 15 000 человек, но на практике выяснилось, что для этого нет ни офицеров, ни оружия. Колонии удалось сформировать полк в 450 человек и отправить его на помощь Вирджинии под командованием полковника Инниса. Одна северокаролинская рота под командованием капитана Эдварда Доббса участвовала в экспедиции Брэддока, но не присутствовала при разгроме экспедиции. Она вернулась в форт Камберленд, где присоединилась к полку Инниса. Полк был направлен в колонию Нью-Йорк, где участвовал в неудачном сражении за форт Осуиго.
Узнав о разгроме Брэддока, губернатор предпринял меры по усилению фронтира и поручил капитану Хью Уодделу построить форт Доббс на границе с землями чероки. Доббсу удалось договориться с чероки о совместных действиях против французов. В 1757 году колония сформировала батальон в 300 человек под командованием Хью Уоддела и отправила его в армию генерала Форбса для участия в походе на форт Дюкен. Взятие форта Дюкен приблизило мирные переговоры с Францией, но зато стали осложняться отношения с индейцами. В 1760 году индейцы начали войну (известную как Черокская война) по всему фронтиру. 27 февраля 1760 года был атакован форт Доббс, но Уоддел, уже полковник, отбил атаку. Только в 1761 году полковник Грант разбил чероки, разрушил их поселения и передвинул фронтир на 70 миль западнее. В 1763 году был заключён мир с французами, а 10 ноября был заключён мирный договор с индейцами.
Война привела к тому, что государственный долг Северной Каролины достиг £75000. Для его выплаты Ассамблее пришлось вводить дополнительные налоги.

### Протесты против гербового сбора
В марте 1765 года Доббс сложил полномочия губернатора, а 3 апреля его место занял Уильям Трайон. В эти дни Ассамблея уже обсуждала Акт о гербовом сборе, изданный парламентом Англии. Джон Эш, спикер Ассамблеи, прямо сказал губернатору, что колония будет сопротивляться Акту «до самой смерти». 28 ноября в Брунсвик прибыл шлюп HMS Diligence с партией гербовых бланков. Вся округа вооружилась и, под руководством Хью Уоддела и Джона Эша, не позволила выгрузить бланки на берег. Протесты около Брунсвика и Уилмингтона продолжались всю зиму и весну. В такой неспокойной обстановке губернатор Трайон решил не созывать Ассамблею. Он чувствовал, что акт скоро отменят, и надеялся открыть ассамблею тогда, когда эмоции уже улягутся. Когда в Массачусетсе был созван Конгресс Гербового акта, Трайон не дал Ассамблее собраться и выбрать делегатов, поэтому у Северной Каролины не было представителя на Конгрессе. В 1768 году Палата представителей Массачусетса приняла и распространила Массачусетский циркуляр, призывающий колонии к более тесной кооперации, но Ассамблея Северной Каролины никак не отреагировала на это, зато составила письмо к королю с выражением своей лояльности, хотя и высказала несогласие с обложением налогом без представительства.
Британское правительство решило показательно наказать Массачусетс и ввело против него ряд жёстких мер. Вирджиния приняла протестную резолюцию, которая 2 ноября 1769 года была представлена северовирджинской Ассамблее и одобрена. Ассамблея составила ещё одно протестное обращение к королю, но губернатор обвинил Ассамблею в подрыве устоев и закрыл сессию. Часть депутатов собралась в здании суда и сформировала Конвент под председательством Джона Харвея, независимый от губернатора. Конвент призвал к бойкоту британских товаров, что само по себе не принесло пользы, но показало, что колония присоединяется к общему протесту колоний, которые теперь действуют единым фронтом.

### Война с регуляторами

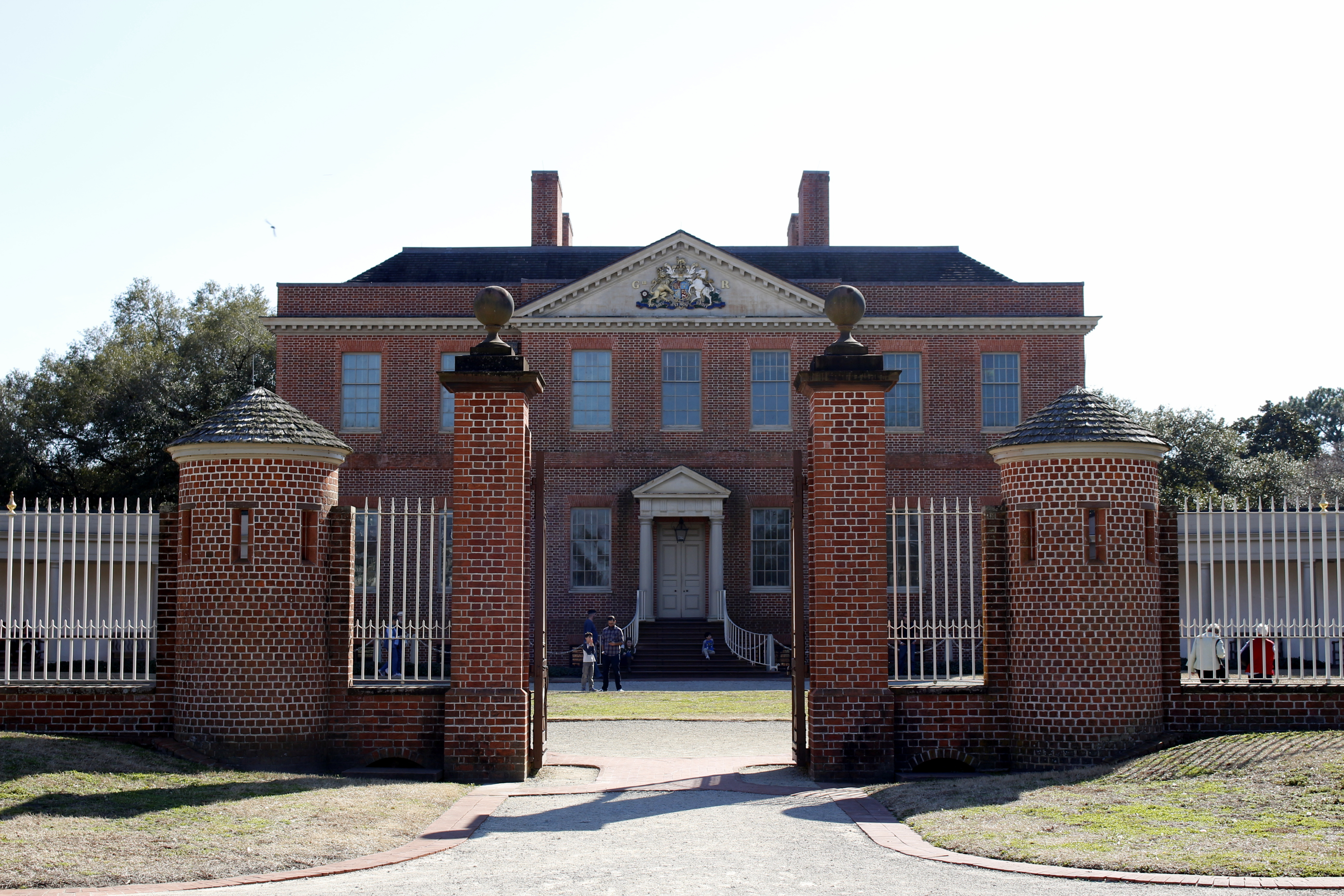
Строительство дворца Трайона в Нью-Берне стало одной из причин недовольства на западе провинции.

К середине века в провинции обозначился раскол между Востоком, населённым в основном англичанами и Западом, заселённым немцами и шотландцами. Общество Востока было боле аристократично и ориентировалось на Вирджинию, а общество Запада было более демократично и ориентировалось на Пенсильванию. Жители запада были так же недовольны злоупотреблениями чиновников, которые особенно проявились при губернаторе Трайоне. На Западе сформировалось протестное движение, члены которого стали известны как Регуляторы (Regulators). Среди их вождей выделялись Герман Хасбанд, Реднеп Хоуэлл и Джеймс Хантер. Первое время протесты были неорганизованными, но в 1766 году недовольные, явно под влиянием протеста против Гербового сбора, призвали собраться в Хиллсборо и обсудить злоупотребления чиновников. Протесты обострились в 1768 году, когда стало известно, что большие суммы денег выделены на строительство дворца губернатора в Нью-Берне. Протестующие приняли решение не платить налогов, пока не будет доказано, что они взимаются на законном основании.
В 1768 году Трайон встречался с регуляторами в Хиллсборо, но не смог договориться с ними. Тогда он решил применить силу и созвал ополчение (1461 человека) из прилегающих округов. Ему удалось отдать под суд некоторых лидеров протеста. Не сумев добиться справедливости через суды, регуляторы предъявили свои жалобы Ассамблее, но ещё прежде её решения беспорядки снова вспыхнули в Хиллсборо в сентябре 1770 года. Ассамблея, собравшись в декабре, приняла решение подавить протест силой. Трайон поручил Уодделу возглавить отряд, подавить протесты в Солсбери и оттуда наступать на Хиллсборо. Трайон смог собрать 2550 человек ополчения, среди офицеров которого были Роберт Хау, Александр Лиллингтон, Джеймс Мур, Джон Эш, Ричард Кэсвелл, Фрэнсис Нэш и Гриффит Разерфорд. 14 мая отряд Трайона встретился с армией регуляторов у реки Грейт-Аламанс. Произошло сражение при Аламансе; после двухчасовой перестрелки регуляторы бежали с поля боя. В те дни Трайон уже получил назначение на пост губернатора Нью-Йорка, поэтому через несколько дней после сражения покинул провинцию. Губернатором стал Джозайя Мартин.
После сражения восстание было быстро подавлено. Впоследствии одни историки видели в движении регуляторов бессмысленный мятеж во имя анархии, а другие — движение патриотов, а сражение при Аламансе считали первыми выстрелами американской Войны за независимость. Через несколько лет конфликт с Англией сгладил противоречия и вожди обеих враждующих группировок стали вместе сражаться на независимость колоний.

## Война за независимость
Джозайя Мартин принял пост губернатора 12 августа 1771 года, и оказался в конфликте с населением колонии уже через неделю. Причиной были споры по поводу бумажных денег, споры по поводу границы с Южной Каролиной и проблемы Гранвиллского участка. В январе 1773 года вспыхнули споры по поводу юрисдикции колониальных судов. В марте 1773 года колонии договорились об учреждении связи между собой посредством Комитетов по корреспонденции, и Каролина присоединилась к нему. В декабре в Массачусетсе начался протест против британской политики («Бостонское чаепитие») и было предложено созвать Континентальный конгресс. Губернатор отказался созвать Ассамблею, чтобы помешать выборам делегатов на Конгресс, и тогда 25 августа 1774 года в Нью-Берне собрался Первый провинциальный конгресс, независимый от губернатора. Конгресс осудил британские меры против Массачусетса, согласился на участие в Континентальном конгрессе и выбрал делегатами Уильяма Хупера, Джозефа Хьюза и Ричарда Кэсвелла. В 1775 году Второй провинциальный конгресс переизбрал их.
После открытия Конгресса практически вся структура управления колонией перешла в его руки. Не имея никаких войск или формирований лоялистов, Мартин ничего не мог предпринять. Он отправил семью в Нью-Йорк, запрашивал у генерала Гейджа оружия и боеприпасов, а сам скрылся в форте Джонсон. В начале мая пришли известия о столкновении английской армии с колонистами при Лексингтоне и Конкорде. Северокаролинцы начали запасаться оружием. Понимая, что и форт не выдержит нападения, Мартин 15 июля 1775 года сбежал на корабль HMS Cruizer. 18 июля северкаролинские ополченцы сожгли форт.
Мартин был уверен, что большинство жителей поддерживают короля, и предложил правительству отправить в колонию семь пехотных полков, чтобы поддержать лоялистов. 10 января 1776 года он призвал всех лоялистов вставать под знамёна короля и на его призыв откликнулись несколько сотен шотландских горцев из окрестностей Файетвилла во главе с Дональдом Макдональдом. Они отправились к побережью надеясь встретить там регулярную армию, но у Мур-Бридж встретили отряд ополченцев под командованием Джеймса Мура, Ричарда Кэсвелла и Александра Лиллингтона. 27 февраля произошло сражение при Мурскрик-Бридж, в котором шотландцы были разбиты. После сражения с лоялистским восстанием было покончено, Макдональд попал в плен. После этого англичане лишились в колонии почти всякой поддержки.

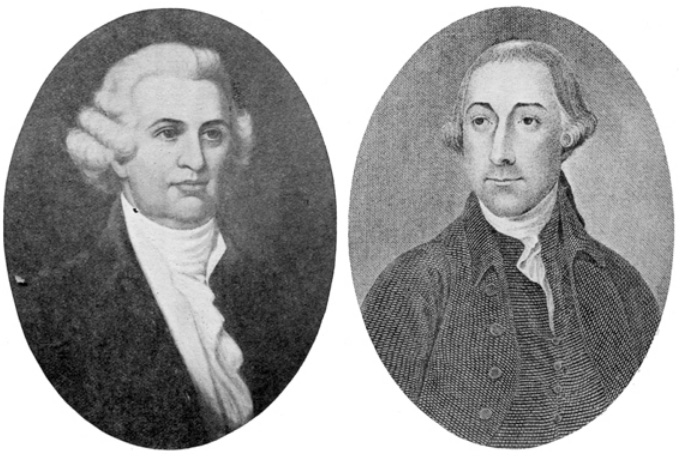
Хупер и Хьюз, подписавшие Декларацию независимости (портрета Пенна не сохранилось).

12 апреля 1776 года Четвёртый провинциальный конгресс одобрил «Галифаксские резолюции», которые призвали Континентальный конгресс добиваться независимости от Англии. Галифаксские резолюции стали первым официальным призывом к независимости. В мае британский флот появился у устья Кейп-Фира, но не встретил там никакой помощи и ушёл к Чарлстону. В июне Конгресс рассмотрел предложение о независимости и одобрил его 4 июля. От имени Северной Каролины Декларацию подписали Уильям Хупер, Джозеф Хьюз и Джонн Пенн.
12 ноября 1776 года в Галифаксе собрался Пятый провинциальный конгресс, который сразу раскололся на радикалов запада и консерваторов востока, но всё же в декабре утвердил Конституцию Северной Каролины, составленную по наброскам Ричарда Кэсвелла. Этим Конгресс формально ликвидировал провинцию Северная Каролина и создал штат Северная Каролина. На первых губернаторских выборах главой исполнительной власти был избран Ричард Кэсвелл, который принял присягу 10 января 1777 года.
15 ноября 1777 года Континентальный конгресс одобрил «Статьи Конфедерации» (Каролину представляли Бёрк, Пенн и Харнетт), а 24 апреля 1778 года этот документ был ратифицирован Ассамблеей Северной Каролины.
Первые годы войны боевые действия шли далеко от Каролины, и она мало помогала Континентальной армии, отправив туда всего 7800 человек. Но в 1780 году британское командование решило сконцентрировать усилия на подчинении Юга и осадило Чарлстон. Город капитулировал 12 мая, при этом в плен попала северокаролинская континентальная бригада и отряд ополченцев. В Чарлстон прибыл бывший губернатор Мартин, который ещё верил в существование северокаролинских лоялистов. После падения Чарлстона командование британской армией принял генерал Корнуоллис, которому было поручено завершить подчинение Южной Каролины и приступить к завоеванию Северной Каролины. 16 августа 1780 года в сражении при Кэмдене англичане разбили армию Горацио Гейтса, которая состояла из континенталов и северокаролинского ополчения под командованием Кэсвелла. Под Кэмденом были разбиты последние силы, способные защищать Северную Каролину, поэтому Корнуоллис, под влиянием уговоров Джозайи Мартина, решился на вторжение в этот штат.
В начале сентября Корнуоллис вошёл в Каролину двумя колоннами, но одна из них, отряд лоялистов Фергюсона, была разбита 7 октября в сражении при Кингс-Маунтин. Корнуоллис вернулся в Южную Каролину, но в январе 1781 года повторил вторжение. Он встретил армию Натаниеля Грина на берегах реки Катоба, но Грин уклонился от сражения и стал отступать на север. Грин отступил за реку Дан, простоял там три недели, после чего в марте двинулся навстречу Корнуоллису. 15 марта произошло Сражение при Гилфорд-Кортхауз, которое Корнуоллис выиграл, но понёс тяжёлые потери и был вынужден прекратить преследование. Он направился к Уилмингтону и вступил в город 7 апреля. Здесь он понял, что не сможет ничего добиться в Северной Каролине и 25 апреля выступил на север, в Вирджинию.
После сражения при Гилфорд-Кортхауз в Северной Каролине исчезла всякая власть и штат погрузился в анархию. Губернатор Бёрк был захвачен в плен лоялистами 12 сентября и отправлен в Чарлстон. Вокруг Уилмингтона продолжались столкновения английских войск с повстанцами пока не пришли известия о капитуляции Корнуоллиса. Тогда британский гарнизон Уилмингтона 18 ноября погрузился на корабли и уплыл в Чарлстон. Бывший губернатор Джозайа Мартин покинул город вместе с ними.
14 января 1784 года Континентальный конгресс ратифицировал мирный договор с Англией. На этой сессии Конгресса Северную Каролину представляли Хью Уильямсон и Ричард Спейт.

## Межвоенный период
Когда война завершилась, Северная Каролина постепенно начала восстанавливать разорённую войной экономику. Летом 1783 года открылась типография и начала издаваться газета North Carolina Gazette. С 1783 по 1789 год было открыто 15 новых академий. Были убраны ограничения на внешнюю торговлю, в 1787 году после 10-летнего перерыва открылась Масонская ложа, в 1784 году в штате появились методисты, в 1788 году пресвитериане, а в 1790 баптисты. Но оставались и проблемы, споры вокруг которых углубляли раскол между радикалами и консерваторами: это были в основном проблемы девальвации валюты и проблемы отношения к лоялистам и их собственности. Кроме того, возникло предложение уступить западные земли штата (территорию современного штата Теннесси) федеральному правительству в счёт долга. В апреле 1784 года Ассамблея штата согласилась на уступку, но это вызвало протест северокаролинских делегатов Конгресса, поэтому в октябре Ассамблея отозвала своё решение.
В 1786 году поступило предложение созвать конвент для исправления Статей Конфедерации. Законодательное собрание Северной Каролины обсудило его в ноябре. Несмотря на внутренние разногласия, в основном усилиями Джеймса Айрделла, предложение было принято и на конвент отправили 5 делегатов. Из них трое (Джонс, Мартин и Кэсвелл) были против пересмотра, а двое (Дэви и Спейт) за, но Джонс и Кэсвелл отказались участвовать и вместо них были выбраны Уильямсон и Блаунт, которые были за пересмотр, и в целом все делегаты штата кроме одного оказались сторонниками пересмотра. Филадельфийский конвент открылся в марте 1787 года, и сразу же поступило предложение вместо исправления статей Конфедерации создать новую конституцию. На обсуждении новой конституции возник спор о том, должны ли штаты выбирать равное количество представителей в Сенат или же пропорциональное численности. Был предложен «Коннектикутский компромисс», за который проголосовали 4 мелких штата, но 4 крупных штата были против. Северная Каролина, будучи крупным штатом, проголосовала «за» и тем обеспечила принятие компромисса.
Конституцию США подписали Блаунт, Спейт и Уильямсон, а Деви и Мартин покинули конвент ранее. Конституцию отправили для ратификации в законодательное собрание Северной Каролины, где сразу развернулись ожесточённые споры. Радикалы увидели в Конституции угрозу суверенитета штата и примкнули к антифедералистам, а консерваторы примкнули к федералистам. 21 июля 1788 года в Хиллсборо собрался конвент Северной Каролины под председательством Самуэля Джонстона. После 11-ти дней дебатов делегаты отказались ратифицировать Конституцию без Билля о правах. 4 августа конвент прекратил работу. Но вскоре начали поступать многочисленные петиции с просьбой принять конституцию, поэтому 16 ноября 1789 года был созван Файетвиллский конвент. К этому времени уже был принят Билль о правах, поэтому 22 ноября конституция была ратифицирована большинством в 118 голосов.
Самуэл Джонстон и Бенжамин Хокинс стали первыми северокаролинскими сенаторами в Конгрессе США, а Джон Эш, Тимоти Бладуорт, Джон Севьер, Джон Стил и Хью Уильямсон стали первыми членами палаты представителей США от Северной Каролины. Все эти люди (кроме двух) были федералистами, но они не поддержали экономическую программу Гамильтона, выступили против принятия долга штатов, против Договора Джея и иных проектов федералистов и в итоге на президентских выборах 1796 года Джон Адамс, кандидат от федералистов, получил только один голос от выборщиков Северной Каролины. К 1798 году федерализм в штате стал набирать силу, но потом снова пошёл на спад и на президентских выборах 1800 года только 4 выборщика из 12-ти проголосовали за Адамса. Республиканцы победили, хотя северокаролинские республиканцы (во главе с Натаниелем Мэйконом) придерживались своего курса и не во всём поддерживали республиканцев в Конгрессе.
Вскоре после ратификации Конституции, 22 декабря того же года, Северная Каролина уступила федеральной власти свои западные территории, на которых 26 мая 1790 года была образована Юго-Западная территория. В феврале 1796 года там был образован штат Теннесси, который 6 мая был принят в Союз.
В то же время после 1802 года начался пограничный конфликт с Джорджией, который стал известен как Уолтонская война. Только в 1807 году было достигнуто соглашение о границе по 35-й параллели, но только в 1811 году Джорджия признала границу, проведённую Эндрю Элликоттом.

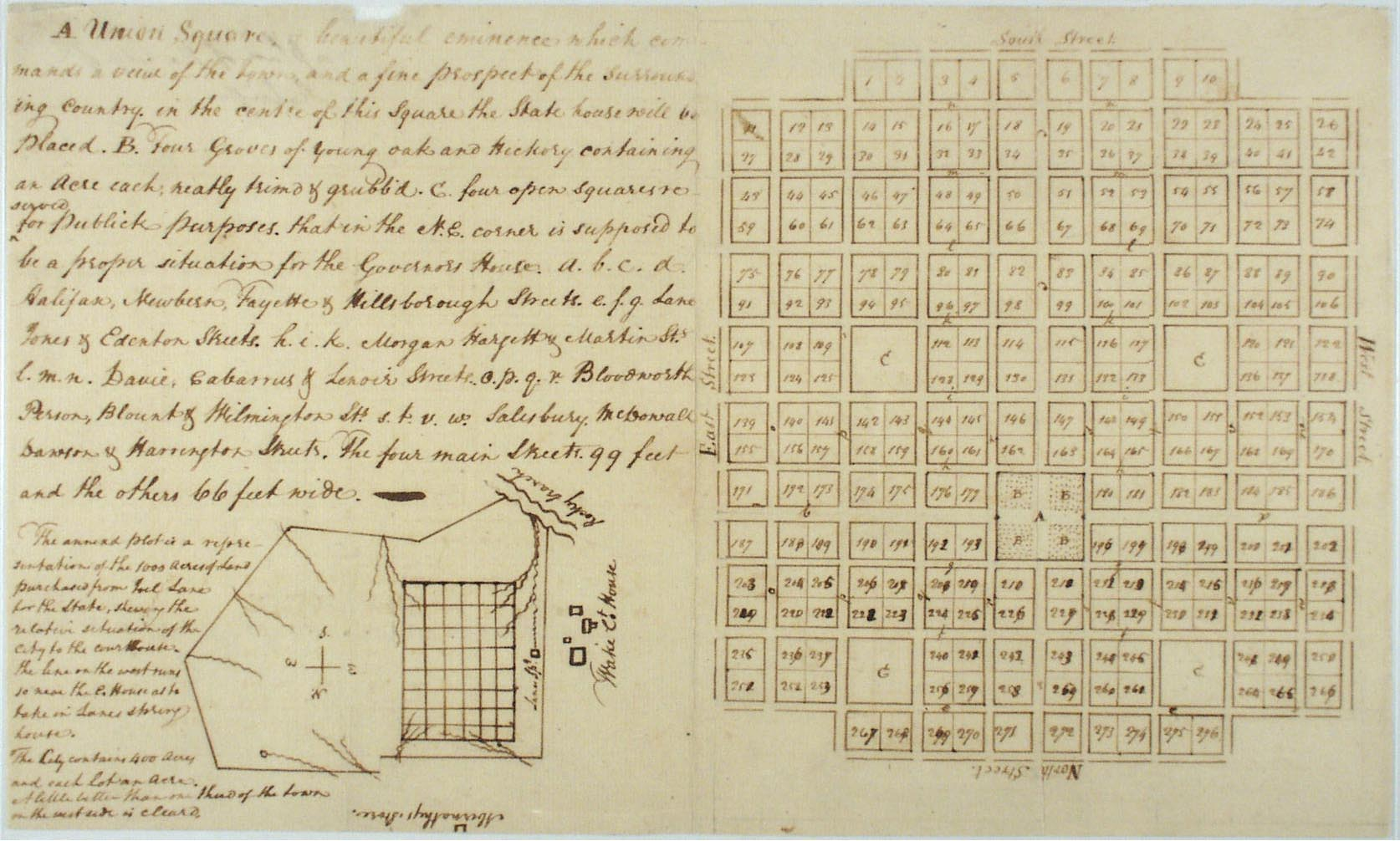
Первый план города Роли

По инициативе конвент 1788 года было выбрано место для постоянной столицы штата. После споров между радикалами и консерваторами была выбрана плантация Джоэла Лэйна. В апреле 1792 года были проведены землемерные работы, а в 1796 году губернатор Ричард Спейт переехал в новую столицу, которую назвали Роли по аналогии с городом Роли, который собирался построить ещё Уолтер Роли.
В 1789 году консервативные виги протолкнули билль о создании Университета Северной Каролины, который стал первым государственным университетом в стране. Предполагалось, что он поможет справиться с культурным и образовательным отставанием штата. В первые годы в Университете обучались всего 25—40 человек, к 1835 году их стало уже 80, но к началу Гражданской войны количество студентов увеличилось до 400. В 1804 году первым президентом университета стал джефферсонианец Джозеф Колдуэлл, и с этого момента джефферсонианцы доминировали в руководстве университета. В последующие полтора столетия большинство губернаторов были выпускниками этого учебного заведения.

### Англо-американская война
Летом 1812 года началась война с Англией. Она была непопулярна в Северной Каролине и только два сенатора из шести проголосовали за объявление войны в Конгрессе. В распоряжении штата было всего 10 000 плохо обученных ополченцев и 5 кораблей для охраны побережья. В июне 1813 года британский флот адмирала Коберна вошёл в пролив Окрокок и захватил городок Портсмут. Он ушёл через четыре дня в поисках более серьёзной добычи, и больше в штате не происходило боевых действий, но нападение Коберна обеспокоило северокаролинцев, которые стали всё более склоняться к федерализму и запрашивать помощи в обороне штата. В годы войны примерно 14 000 северокаролинцев служили в армии и флота. Особенно прославился капитан Джонстон Блекли, который выиграл несколько морских боёв, но погиб в Атлантике, вероятно во время шторма. Армейский офицер Бенжамин Форсайт прославился в сражениях на канадской границе.

### Транспортная революция
Уже в 1815 году, сенатор штата Арчибальд Мёрфи стал пропагандировать идею пароходного сообщения. Первый пароход появился в штате в 1818 году, когда в Ньюберн прибыл пароход Norfolk, построенный в вирджинском Норфолке. Через три недели в Файетвилле был спущен на воду первый северокаролинский пароход: Henrietta. Он мог принять 100 тонн груза и до 30 пассажиров. Все последующие пароходы в Северной Каролине были его копиями. Этот пароход стал совершать регулярные рейсы между Файетвиллом и Уилмингтоном. Вторым пароходом штата стал Prometheus, который прослужил недолго, но вошёл в историю тем, что в 1819 году, во время путешествия президента Монро по южным штатам, доставил президента из Уилмингтона в Смитвилл.

### Выселение индейцев чероки

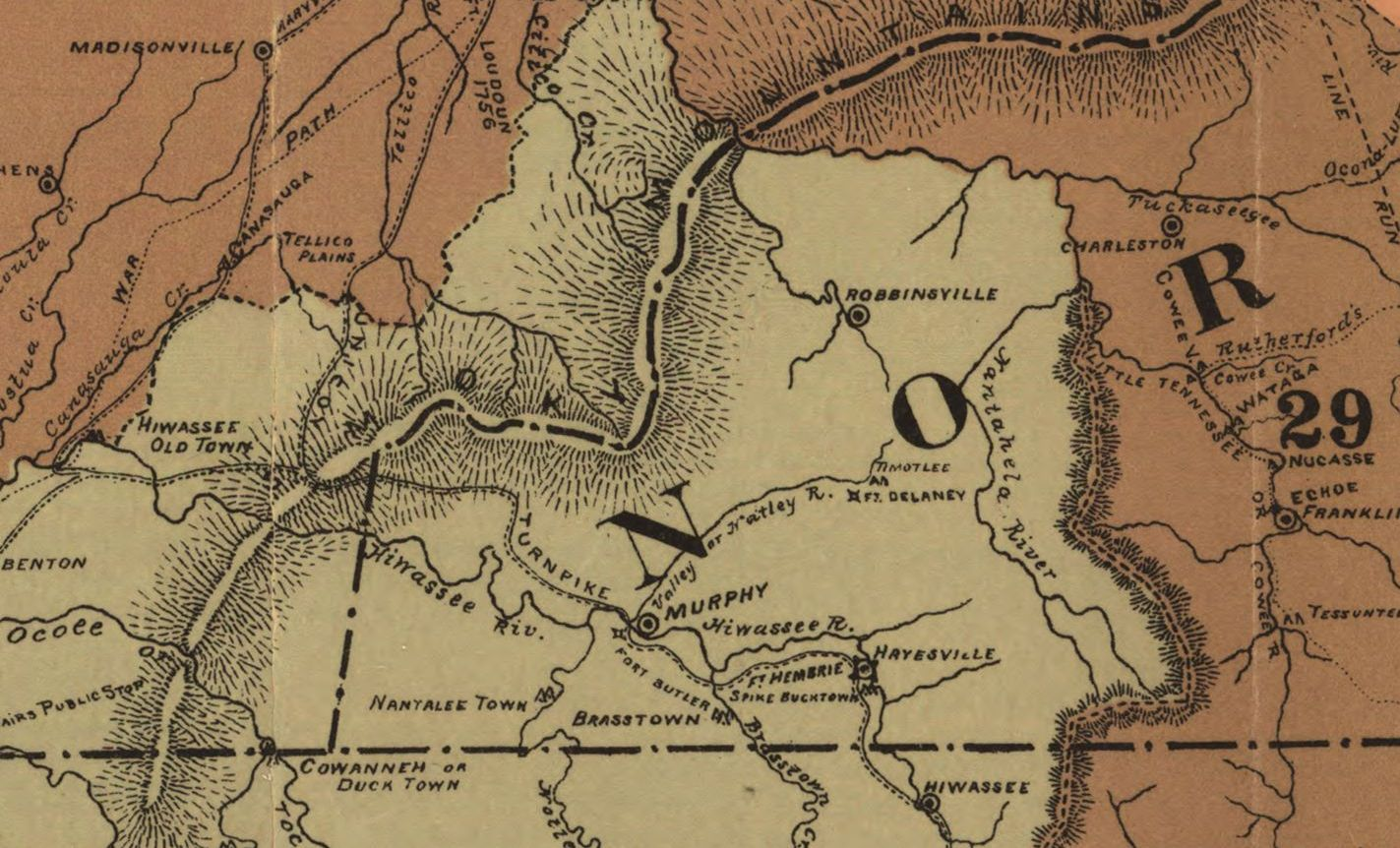
Земли чероки, переданные Северной Каролине в 1835 году.

В 1835 году группа индейцев чероки из Джорджии подписали соглашение на переселение на запад, которое не признали северокаролинские чероки, однако соглашение было ратифицировано конгрессом США. На тот момент на территории Северной Каролины жило 3644 индейца. Для их выселения была привлечена армия. Сопротивление возглавил вождь Цали, который при аресте убил четырёх человек. Цали был пойман и расстрелян, но его сторонникам разрешили остаться в Северной Каролине. Предположительно, после выселения в штате осталось 300 или 400 индейцев. В 1846 году права индейцев были признаны особым договором, они стали получать годовое пособие. Они стали известны как Восточная группа чероки, а для обеспечения их прав вождь Уильям Томас скупил земли, на которых впоследствии была сформирована резервация Куалла-Баундари.

### Конституционная реформа 1835 года

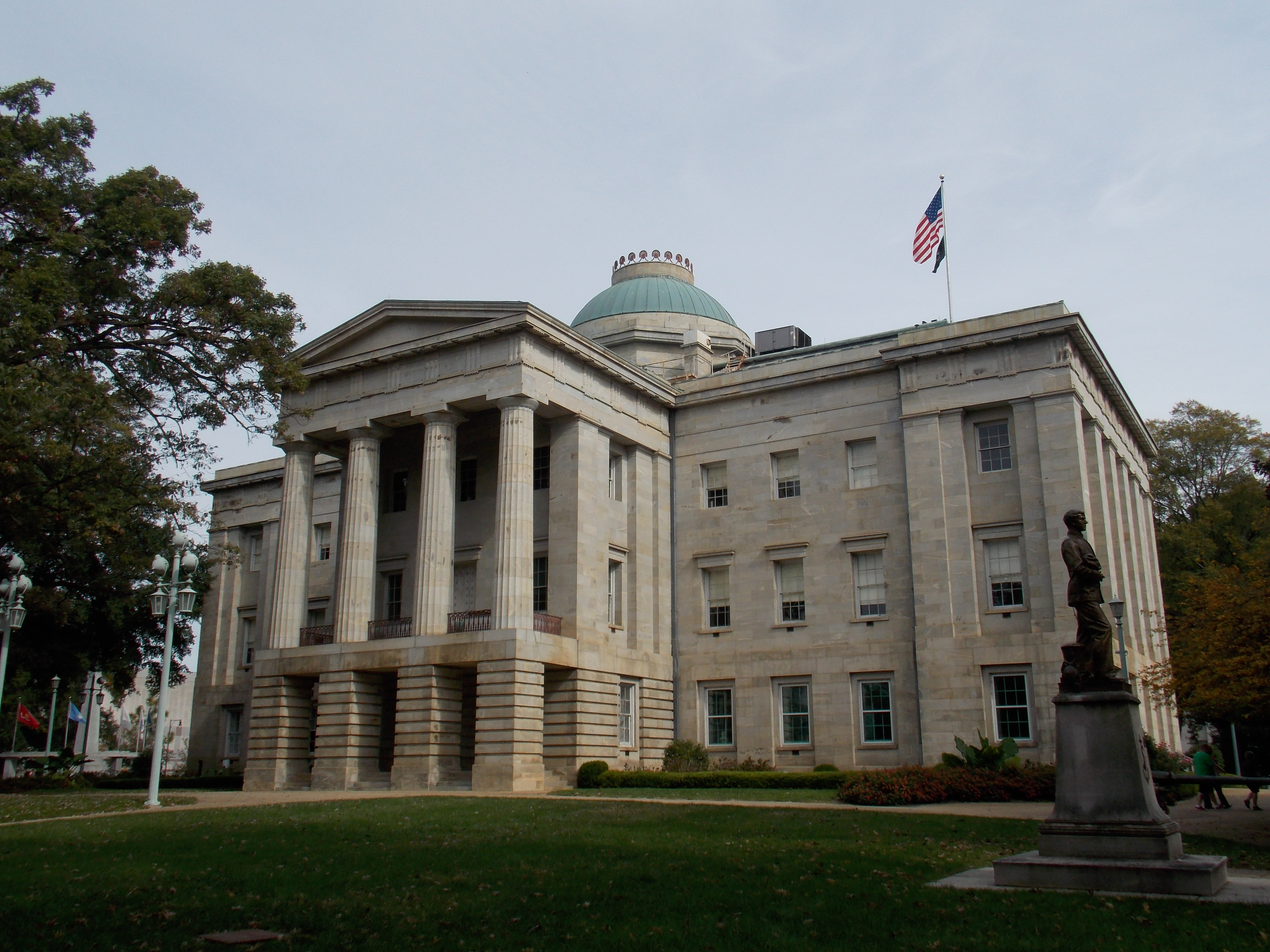
Капитолий Северной Каролины 1840 года постройки. Его строительство было увязано с требованиями пересмотра конституции

К 1830 году стали всё чаще появляться призывы к пересмотру Конституции 1776 года. Недовольство вызывал высокий имущественный ценз для кандидатов в сенаторы, губернаторы, и для права голоса; слабость исполнительной власти и чрезмерные полномочия законодательной власти; ограничения для не-протестантов и не-христиан; и сама система выборов представителей, которая давала преимущества восточным округам штата. Правительство быстрее создавало новые округа на востоке, чем на западе, что давало жителям востока больше представителей в легислатуре. Призывы к пересмотру звучали ещё на конвенте 1778 года, и постоянно возникали после, но законодательное собрание не давало своего согласия. В 1831 году сгорело здание Капитолия штата, а западные округа отказались согласовать его восстановление пока не будет созван конституционный конвент. В итоге конвент был созван в Роли 4 июля 1835 года.
На конвенте собралось 130 делегатов (76 с востока и 54 с запада штата), Натаниель Мэйкон был избран председателем. Конвент урегулировал вопрос о представительстве округов в сенате и легислатуре, ввёл всенародное избрание губернаторов и постановил, что ассамблея будет собираться раз в два года. Губернаторский срок увеличился до 2 лет, и не более двух сроков подряд. Большинством в 66 голосов против 61-го было решено лишить права голоса свободных негров. Решения конвента сделали правительство штата более демократичным, ликвидировали последние наследия британской эпохи, а с другой стороны, более строгие расовые принципы сделали Северную Каролину более похожей на другие штаты Юга.

### Трансформация института рабства
В 1830-е годы начал изменяться институт рабства, что влияло и на политику штата. Количество чернокожих в колонии росло, и выросло втрое с 1790 по 1860 год. Одновременно сокращалось количество рабовладельческих семей (с 31 % в 1790 до 26 % в 1850), что вело к увеличению количества рабов в одних руках. Если в начале века рабовладелец имел в среднем 6,7 рабов, то в 1850 году это число выросло до 10,2. Одновременно росла и средняя стоимость рабов, с 150—200 долларов в 1790 до 544 долларов в 1863. И если в начале века в штате доминировали антирабские настроения, то в 1830-х они стали сокращаться, и становилось всё больше сторонников этого института. Принималось всё меньше законов о защите рабов, и всё больше охранительных законом. На это повлияли несколько случаев заговора среди рабов и Восстание Ната Тёрнера в 1831 году. Последнее привело к запрету на обучение рабов грамоте, хотя ещё в 1818 и 1819 году такие предложения были отвергнуты. В 1835 году свободных чернокожих лишили права голоса на выборах. Подобная политика, начавшись около 1830 года, продолжалась до 1860 года, и настроения в пользу ужесточения института рабства в итоге и стали одной из причин сецессии штата в 1861 году.

### Правление вигов

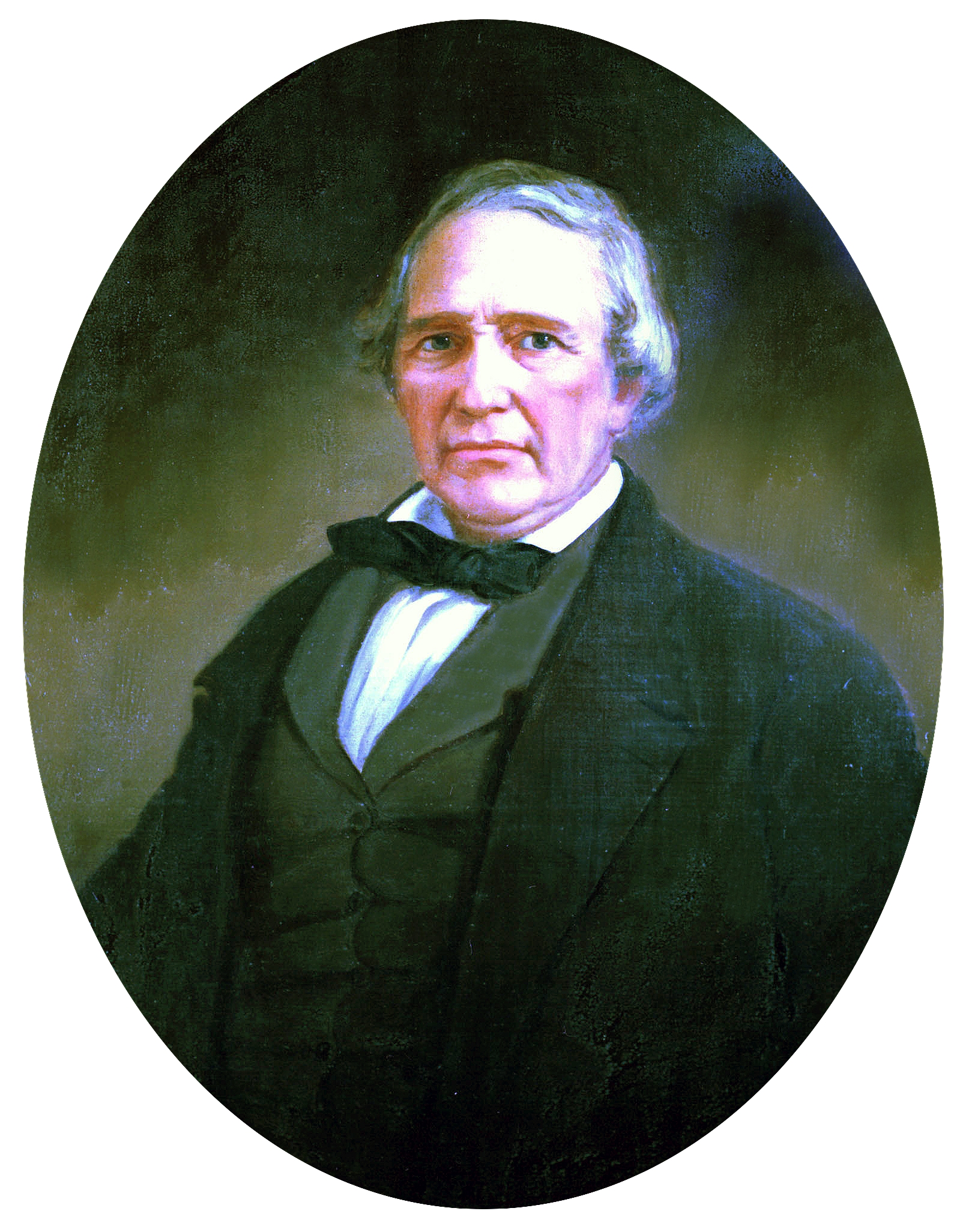
Эдвард Дадли, первый губернатор-виг

Весной 1834 года противники президента Эндрю Джексона объединились и образовали партию вигов. Северокаролинские виги требовали реформы конституции 1776 года, поэтому их поддерживали в основном западные округа. Правление вигов в Северной Каролине началось в 1836 году, когда на губернаторских выборах Эдвард Дадли победил своего конкурента, Спейта-младшего. Главными принципами вигов стали либерализация экономики и социальные реформы. Такая политика привела к переизбранию Дадли в 1838 году и постепенному доминированию вигов в сенате и легислатуре штата.
В 1840 году виги одержали ещё одну победу: виг Гаррисон стал президентом США, а виг Джон Морхед стал губернатором Северной Каролины. Северокаролинский сенатор-виг Вилли Магнум в 1842 году стал временным президентом сената США. В 1846 году губернатором стал виг Уильям Грэм, в то же время началась война с Мексикой. И виги и сам губернатор были категорическими противниками войны. По запросу президента Полка в штате был сформирован полк и в марте 1847 года отправлен в Мексику, но не принял участия в боях. Некоторые северокаролинцы прославились, сражаясь в составе других частей, например Брэкстон Брэгг и Джеймс Мартин.
Важным пунктом программы вигов было финансирование развития внутренней инфраструктуры, что повлияло на появление и развития железных дорог. 14 марта 1836 года состоялась встреча акционеров компании Wilmington & Raleigh Railroad Company, в октябре началось строительство дороги из Уилмингтона в Роли, а 7 марта 1840 года постройка была завершена и штат получил дорогу длиной в 161 милю, самую длинную в мире на тот момент. Для этой дороги было закуплено 12 локомотивов.
Правление вигов в штате казалось незыблемым, но к 1848 году обострился вопрос о свободе выборов: виги отказались отменять имущественный ценз, отчего их кандидат проиграл на выборах 1850 года, а победу одержал Дэвид Рейд, который стал первым северокаролинским губернатором от Демократической партии. Одновременно вигов ослабили споры по вопросу рабства на новых западных территориях, в частности, вопрос о праве федеральной власти запрещать рабство на новых территориях. Виги раскололись в этом вопросе. В 1850 году даже возникло заявление, что Северная Каролина имеет право выйти из состава Союза если её права будут нарушены.

### Сецессия
Когда Авраам Линкольн победил на президентских выборах 1860 года, многие штаты Юга приняли решение о выходе из Союза, но пограничные штаты колебались. Губернатор Джон Эллис не призывал к сецессии, но предлагал созвать конвент для решения этого вопроса. Пока шли споры о конвенте, в штате было реорганизовано ополчение и выделены средства на закупку оружия. Большое беспокойство вызывало наличие на территории штата трёх федеральных фортов (Джонстон, Кэсвелл и Мэйкон) и федерального арсенала в Файетвилле. В январе два форта были захвачены активистами сецессии, но губернатор приказал оставить форты. 28 февраля 1861 года предложение о созыве конвента было отклонено большинством голосов. Было решено подождать развития событий. В апреле был захвачен форт Самтер, а президент объявил о формировании армии. Запрос о выделении войск пришёл и в Северную Каролину, но губернатор Эллис отклонил его. Даже северокаролинские юнионисты были не готовы участвовать в войне против Южных штатов. Губернатор приказал занять федеральные форты и призвал на службу 30 000 добровольцев. В Вашингтоне это расценили объявлением войны и 27 апреля решение о блокаде портов распространилось и на Северную Каролину. Конвент штата собрался в Шарлотте 20 мая и принял решение о сецессии штата.

## Гражданская война

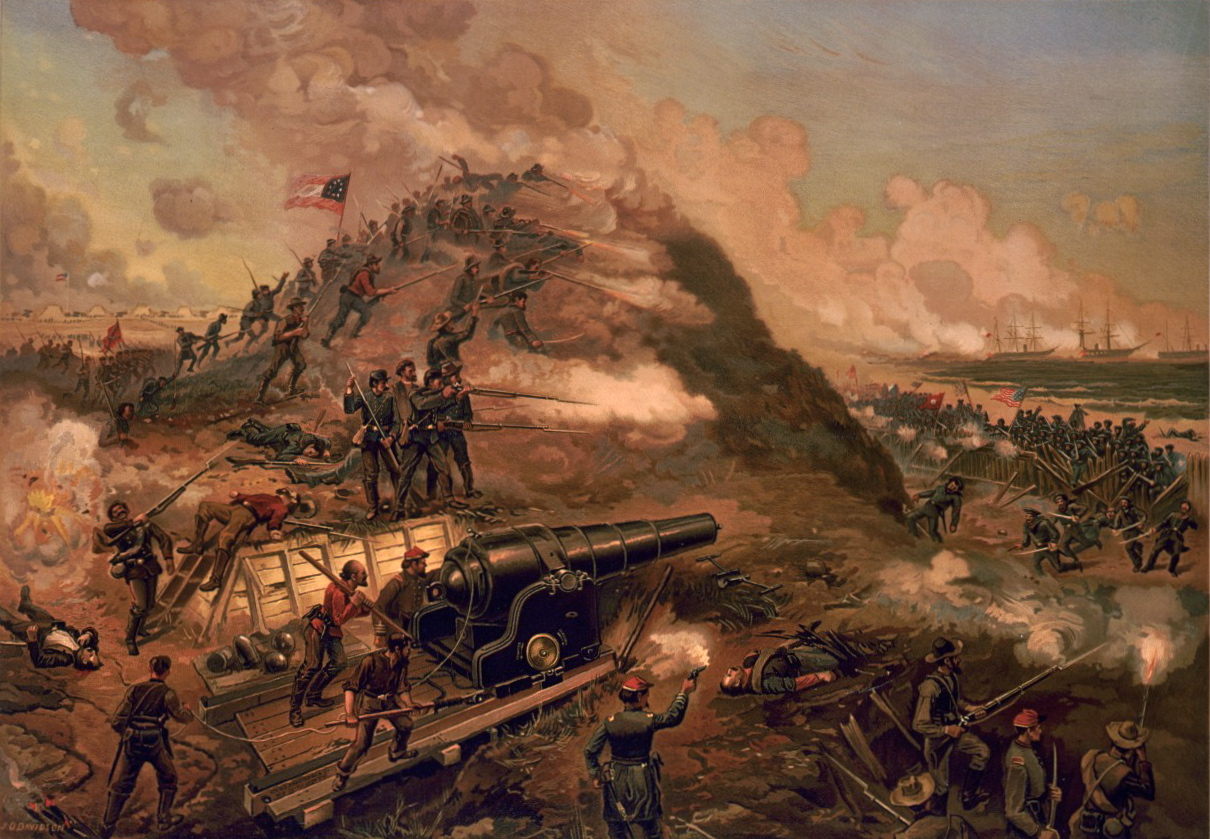
Сражение за форт Фишер

Северная Каролина вступила в войну поздно, и без подготовки, но действовала решительно. Несмотря на отсутствие промышленности и военного производства Джеймс Мартин уже через семь месяцев поставил под ружьё 40 000 человек, полностью вооружённых и боеготовых. За годы войны штат предоставил Конфедерации 125 000 человек добровольческих войск и ополчения. Было налажено производство пороха, штыков, и иного вооружения. Северная Каролина была единственным штатом, который наладил производство обмундирования, обеспечив не только свои полки, но и многие подразделения других штатов. Для ввоза товаров из-за границы было приобретено несколько скоростных «Прорывателей блокады». В результате этих мер северокаролинские полки были снаряжены и вооружены лучше многих других частей армии Конфедерации, они участвовали во всех основных сражениях войны на Востоке: четверть от всех погибших под Геттисбергом были северокаролинцами. За войну погибло 14 452 северокаролинца, 20 602 умерло от болезней.
Первым боевым столкновением на территории Северной Каролины стал захват федеральной армией острова Гаттерас. Позже был захвачен острова Роанок и город Нью-Берн. Всё побережье штата было оккупировано. В 1864 году северокаролинцы спустили на воду броненосец CSS Albemarle, который некоторое время успешно действовал у побережья. Ожесточённые сражения развернулись за форт Фишер, который пал в январе 1865 года в результате Второго сражения за форт Фишер. В марте 1865 года в Северную Каролину вступила армия Шермана. Джозеф Джонстон атаковал её, но в сражении при Бентонвилле потерпел неудачу. Вскоре генерал Ли капитулировал при Аппоматтоксе, что заставило и Джонстона капитулировать 26 апреля в Дарэм-Стейшен.

## Послевоенный период
После капитуляции Джонстона управление штатом некоторое время находилось в руках генерала Шермана, а в мае 1865 года перешло к генералу Скофилду. Он издал прокламации об освобождении рабов, сформировал отряды полиции и организовал работу некоторых органов власти. Он был хорошей кандидатурой на должность временного губернатора, но президент Эндрю Джонсон (северокаролинец по рождению) рассудил иначе и назначил на это место Уильяма Холдена, который приступил к обязанностям 29 мая 1865 года и сразу издал прокламацию об амнистии всех участников войны, кроме оговоренного круга лиц. К концу июля он назначил более 3000 чиновников на государственные посты, выбирая кандидатов из бывших вигов. 2 октября в Роли собрался конвент под председательством Эдвина Рида чтобы решить вопрос возвращения в Союз. Для этого президент Джонсон поставил три условия: отзыв постановления о сецессии, признание отмены рабства и принятие 13-й поправки. Эти условия были приняты. На осенних выборах губернатором был избран Джонатан Уорт; президент настоял на том, чтобы Холден ещё некоторое время исполнял обязанности губернатора, поэтому Уорт принял пост только 28 декабря 1865 года.
В 1866 году Ассамблея штата (в которой доминировали консерваторы) приняла ряд законов по ограничению прав чернокожих, известных как «Чёрные кодексы». В ответ на это Конгресс США издал Акт о гражданских правах 1866 года, который отменил эти законы и объявил чернокожих полноправными гражданами. Президент Джонсон наложил вето на этот акт, но Конгресс преодолел вето.

### Период реконструкции
В мае 1866 года Конвент возобновил свою работу и разработал проект новой конституции штата (в основном проект Бартоломью Мура), но Конвент не принял её. Федеральные власти поняли, что политические лидеры Юга не готовы сами реорганизовывать правительство, и было принято решение реформировать юг федеральным приказом. 2 марта 1867 года был издан первый из «Актов о реконструкции», который разделил Юг на 5 дистриктов под военным управлением. Обе Каролины были включены во 2-й дистрикт под командованием Даниеля Сиклса. Сиклс сразу объявил, что оставляет гражданским властям всю полноту власти, что будет работать в согласии с ними и постарается ничего сильно не менять. 26 августа он был снят с этой должности и заменён на генерала Эдварда Кэнби. В этом же 1867 году, 27 марта, в Роли собрался конвент, который призвал сплотиться всем лояльным Союзу гражданам и политическим противникам Уорта и сформировать Республиканскую партию Северной Каролины.
14 января 1868 года генерал Кэнби созвал Конституционный конвент, на котором большинство делегатов были республиканцами. 21-го, 22-го и 23 апреля прошло голосование, на котором Конституция 1868 года была принята большинством в 93 086 голосов против 74 016. Теперь губернатор избирался на 4 года, а не на 2, его полномочия увеличились; избирательное право стало всеобщим, без расовых или имущественных ограничений; смертная казнь была предусмотрена только за 4 преступления (убийство, поджог, кража со взломом и изнасилование). Несмотря на многочисленные поправки, эта конституция просуществовала до 1971 года и отдельные её части имеют силу по сей день. На этом же голосовании Уильям Холден был избран 40-м губернатором Северной Каролины.
В 1868 году в Северной Каролине впервые проявил себя Ку-клукс-клан. Он зародился в Теннесси в 1866 году, в Джорджии был замечен в 1867 году, но в Северной Каролине почти никак не проявлял себя до выборов 1868 года. Но после прихода к власти республиканцев на выборах 1868 года он стал стремительно расти, и достиг численности примерно в 40 000 человек, при этом его центром был округ Ориндж. Клан был активен в тех округах, где афроамериканцы были немногочисленны, и почти не появлялся в восточных округах, где чернокожие были большинством. В 1868—1869 годах Клан вёл активную борьбу с республиканцами: в этот период ими было убито 20 человек. В феврале 1870 года ими был повешен Уиатт Оутлоу из округа Аламанс, республиканец и член Союзной лиги. Губернатор ввёл военное положение в округах Кэсвелл и Аламанс и поручил Джорджу Кирку возглавить отряд ополчения для борьбы с Ку-клукс-кланом и с противниками Холдена. Меры, принятые Кирком, стали известны, как Война Кирка-Холдена. Когда Кирк оказался в конфликте с судьями штата, они обратились за помощью к президенту Гранту и тот встал на сторону судей. В августе Кирк был вынужден распустить свой отряд.
«Война Кирка-Холдена» так сильно ударила по репутации губернатора, что 5 февраля 1871 года ему вынесли импичмент, а 22 марта Сенат штата признал его виновным и отстранил от должности. Смещением Холдена завершилась эпоха Радикальной реконструкции в штате. В 1870 году Северная Каролина была принята обратно в Союз.

### Позолоченный век

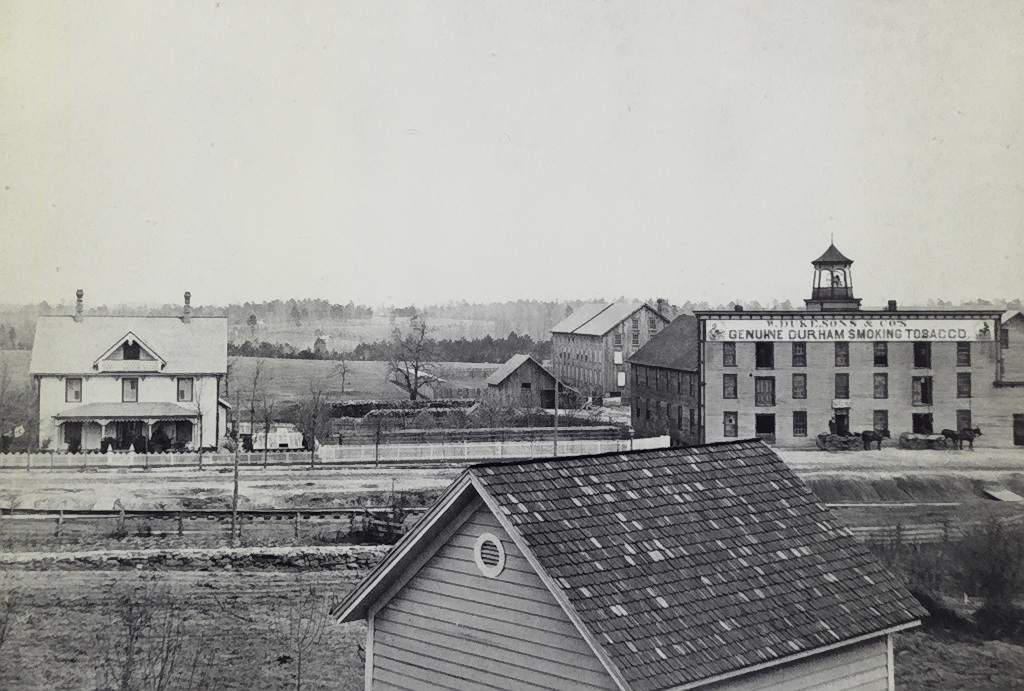
Первая табачная фабрика в Дареме в 1883 году.

С 1870-х годов экономика Северной Каролины начала стремительно развиваться. Главными индустриальными центрами стали табачные фабрики в Дареме и Уинстоне, мебельные фабрики в Хай-Пойнт и хлопковые фабрики в Гринсборо, Шарлотте и Гастонии. Первая табачная фабрика открылась в Уинстоне в 1871 году. В 1876 году была изобретена машина по скручиванию сигарет, и вскоре появилась фирма American Tobacco Company, которая стала крупнейшим производителем сигарет в США. Одновременно строились железные дороги, которые связали Северную Каролину с Западом и Югом, а также связали между собой отдельные части штата. В 1880 году в штате было 1600 миль железных дорог, а к 1900 году их стало уже 3380 миль. Развитие транспортной сети привело к вырубанию лесов, так что пришлось принимать меры по их спасению. В 1880-х Джордж Вандербильд купил 125 000 гектаров леса и построил на этой территории поместье «Билтмор».
При этом Северная Каролина оставалась слабо урбанизированной: в 1880 году только в Уилмингтоне население превышало 10 000 человек. К 1900 появилось ещё пять таких городов: Шарлотт, Эшвилл, Уинстон, Роли и Гринсборо.
Развитие индустрии привело к падению уровня жизни мелких фермеров, которые страдали от конкуренции и от падения цен на зерновые. Кризис в сельском хозяйстве привёл к появлению «Фермерского альянса», который в 1892 году превратился в Популистскую партию. На Президентских выборах 1892 года они выдвинули кандидатом в президенты Джеймса Вивера. Популистов в Северной Каролине возглавил Мэрион Батлер, при котором партия вступила в блок (известный как Fusion) с республиканцами, и это помогло блоку победить на выборах в Ассамблею в 1894 году. Но с 1896 года партия стала слабеть, а в 1898 году демократам удалось снова захватить власть в штате.

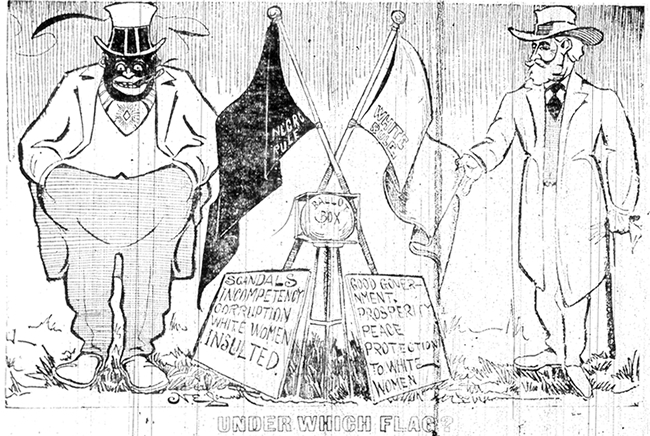
«Правление чёрных» и «правление белых», карикатура в газете News and Observer(Роли) от 1 ноября 1898 года.

Межрасовые отношения в 1870-х годах были относительно мирными: белые и чёрные пользовались одними и теми же поездами и пароходами, совместно посещали рестораны и театры, но при этом придерживались добровольной сегрегации в школах и церквях. Ситуация изменилась после 1894 года, когда демократы, напуганные победой республиканско-популистского блока, стали акцентировать внимание на расовых вопросах. Они называли республиканское правление «правлением чёрных» и агитировали за «правление белых». В ходе предвыборной кампании 1898 года расовый вопрос стал едва ли не единственным обсуждавшемся. Ситуация особенно накалилась в Уимингтоне, где мэр и шеф полиции были белыми, но всё городское правление были чёрными. К октябрю демократы перешли к психологическому давлению на чёрных, для чего были сформированы организации «Красные рубашки» и им подобные. Мэр Уилмингтона Альфред Уодделл прямо призывал не пускать негров на избирательные участки и убивать их в случае их сопротивления. В результате демократы победили на выборах в ноябре 1898 года.
Сразу после выборов произошёл расовый бунт в Уилмингтоне: группа белых активистов подожгла здание негритянской газеты Daily Record. В ходе беспорядков были убиты 11 негров и ранены 25.
События 1898 года поставили вопрос о том, что делать с расовыми проблемами, и было решено решить их двумя мерами: сегрегацией и лишением чернокожих избирательных прав. «На удивление многие деятели Прогрессивизма, — писал историк Милтон Реди, — и белые и чёрные, полагали, что эти меры помогут их сообществам. Таким образом в Северной Каролине сегрегация и лишение чернокожих избирательных прав по иронии судьбы оказались такими же прогрессивистскими реформами, как помощь работающим детям, движение за права женщин и борьба с коррупцией».
6 января 1899 года член Ассамблеи Фрэнсис Уинстон предложил резолюцию по ограничению права голоса для чернокожих. Она предполагала допускать к голосованию только тех, кто способен прочитать параграф из Конституции на английском языке и оплатить специальный сбор (poll tax). Но одновременно «Дедушкина оговорка» сохраняла право голосования за теми, кто имел его на 1 января 1867 года. Сенат принял эту резолюцию. Был проведён закон о сегрегации на поездах и пароходах, несмотря на сопротивление железнодорожных компаний. Резолюция Сената обсуждалась весь 1900 год; существовали опасения, что Верховный Суд США отменит «Дедушкину оговорку» и тем самым лишатся права голоса неграмотные белые граждане. 2 августа 1900 года в штате прошло голосование: были приняты предложенные поправки к Конституции (в 66 округах из 97-ми за них проголосовало большинство) и был выбран в губернаторы Чарльз Эйкок, кандидат от демократов.

## XX век

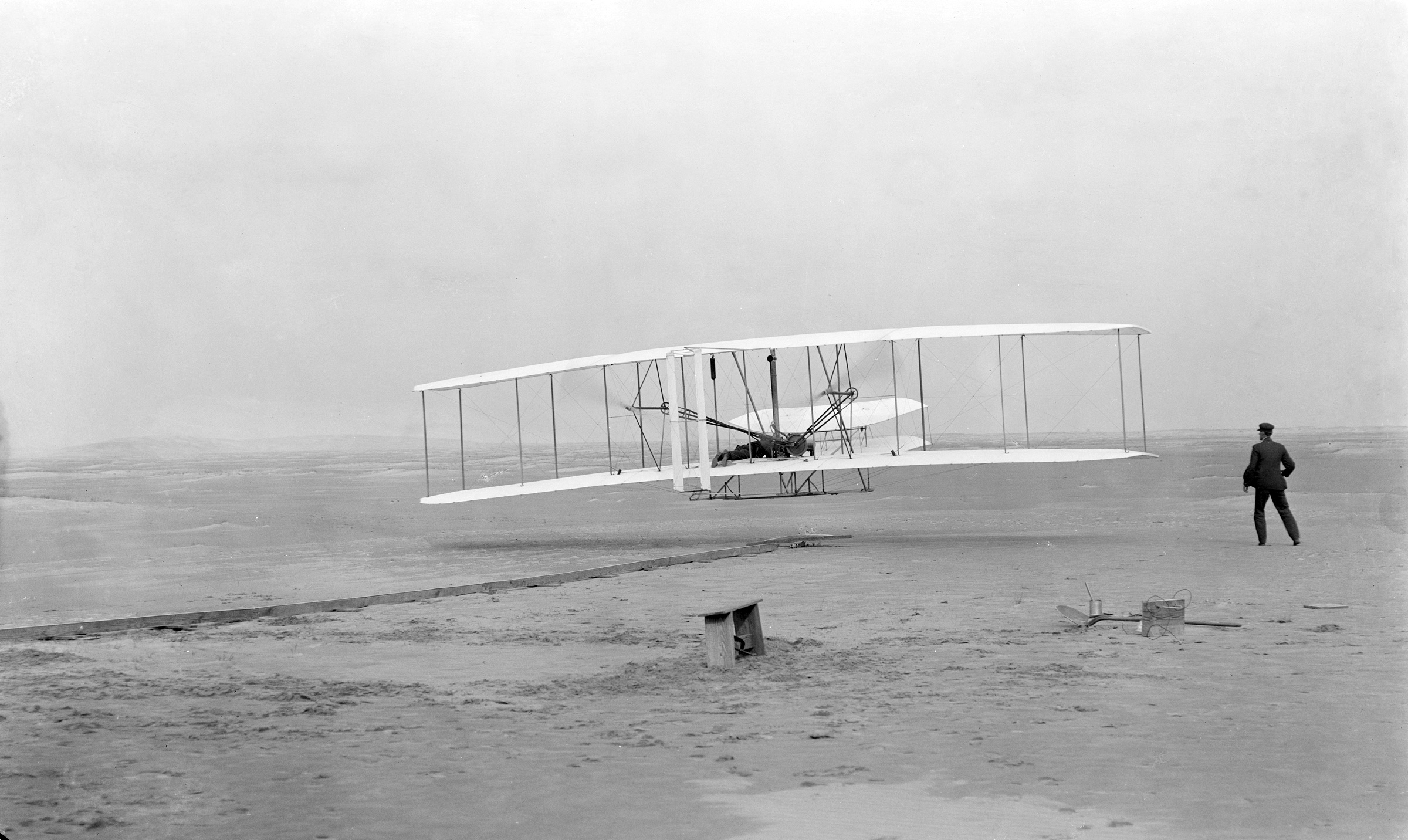
Полёт Орвилла Райта 17 декабря 1903 года

В 1899 году братья Райт стали искать места для экспериментов с летательными аппаратами, и им посоветовали город Китти-Хок на северокаролинских Внешних отмелях, где имелись стабильные сильные ветра и мягкий песчаный грунт. В конце 1900 года братья Райт прибыли в Китти-Хок и приступили к экспериментам. Несколько лет они экспериментировали с планёрами, а к конце 1903 года построили планёр с мотором, известный как «Wright Flyer». Первый полёт 14 декабря был неудачен, но второй полёт удался: утром 17 декабря в 10:00 Орвилл Райт сумел пролететь 120 футов. Это был первый полёт в истории авиации. К концу дня им удалось продержаться в воздухе минуту и пролететь 852 фута.
В марте 1927 года Конгресс США дал санкцию на постройку монумента на месте экспериментов. Национальный мемориал братьев Райт был открыт Военным департаментом в 1932 года, а в 1933 году его передали Службе национальных парков.

### Первая мировая война
5 апреля 1917 года Палата представителей США приняла решение о войне с Германией. 5 июня началась регистрация призывников, согласно которой в Северной Каролине было зарегистрировано 480491 лиц призывного возраста, из них 142505 были чернокожими. Из этого количества под призыв попали только пригодные к строевой службе: 40740 белых и 20082 афроамериканца. сего в годы войны Северная Каролина отправила на фронт 86457 человек. Из них 629 погибли в боях, 204 умерли от ранений, 3655 были ранены, и 1542 умерли от болезней. Северокаролинский рядовой Роберт Блэквелл был посмертно награждён Медалью почёта, ещё 200 северокаролинцев получили крест «За выдающиеся заслуги». Северокаролинцы сражались в основном в рядах 1-й, 2-й и 30-й дивизий, а чернокожие северокаролинцы в основном воевали в рядах 93-й дивизии.
Некоторые северокаролинцы воевали в рядах французской армии добровольцами. 18 мая 1916 года Киффин Роквелл стал первым американским лётчиком, сбившим вражеский самолёт в Первую мировою войну. Он погиб в воздушном бою 23 сентября 1916 года.
Осенью 1918 года в Северной Каролине началась эпидемия испанского гриппа. Первый случай заболевания был замечен в Уилмингтоне 19 сентября. За неделю количество заболевших достигло 500. 3 октября 1918 года губернатор Томас Бикетт объявил о первых мерах по борьбе с эпидемией, но эпидемия распространилась из Уилмингтона по штату, а слабо подготовленная медицинская система не смогла справиться с этой проблемой. Особо уязвимы оказались солдаты в тренировочных лагерях. Эпидемия унесла жизни 13 или 14 тысяч человек. Она вскрыла недостатки существующей системы здравоохранения, что привело к строительству множества госпиталей в штате в 1920-х годах.

### Золотой век радио
Мода на радио распространилась в 1920-х годах, после того, как в 1919 году были сняты ограничения военного времени на использование радиопередатчиков. В 1920 году радиовещание находилось в стадии зарождения, и было лицензировано около 20 радиокомпаний на всю страну, но уже к 1923 году их стало почти 500. Первой коммерческой радиокомпанией в Северной Каролине стала WBT Charlotte, которая получила лицензию в 1922 году. С неё в штате начался Золотой век радио. Первое время WBT работало два часа утром и два часа вечером. На канале читали рассказы для детей, транслировали музыку, и раз в день зачитывали списком рекламные объявления. Со временем форматы менялись, и появлялись всё новые жанры программ. В 1924 году вошёл в моду жанр Кантри, и в 1933 году WBT начало свои первые трансляции кантри. В 1944 году WBT первой на Юге перешло на круглосуточную трансляцию. Кантри-музыка оставалась основой программы. К концу 1940-х годов радио стало главным СМИ с Штатах: радиоприёмники имелись в каждом доме. В короткие сроки радио изменило сельскую и городскую культуру. В 1949 году WBT открыло телестанцию WBTV. С появлением телевидения Золотой век радио закончился.

### Великая депрессия
Экономический кризис, известный как Великая депрессия начался в августе 1929 года. Северная Каролина была сельскохозяйственым штатом. Примерно половина её населения работала на фермах. Кризис привёл к падению цен на зерно и хлопок. В 1933 году доходы фермеров составляли только 46 % от уровня 1929 года. Увеличивалась безработица: в 1933 году 27 % северокаролинцев были безработными. Особенно пострадали горные и прибрежные регионы. Промышленное производство в штате сократилось примерно на половину. Фермеры страдали от кризиса перепроизводства: спрос на хлопок сократился из-за изменения стиля одежды и конкуренции с иностранным хлопком. В то же время эрозия почвы затрудняла производство зерна или овощей, из-за чего Северная Каролина в 1930-е года импортировала продукты питания несмотря на сельский характер своей экономики. Губернатор Оливер Гарднер начал программу по развитию производства продовольствия. Специальные агенты под руководством Северокаролинского университета учили фермеров оптимизировать производство зерна. Гарднеру удалось сократить производство хлопка и увеличить производство зерновых на 10 миллионов бушелей.
На президентских выборах 1932 года Франклину Рузвельту удалось победить в частности и в Северной Каролине, но консервативно настроенные губернаторы Гарднер и Эйринхауз, и сенатор Джозайя Бейли были недовольны его либеральной политикой и программой Нового курса. Они надеялись, что штат сможет справиться с кризисом без помощи федерального центра, но их надежды не оправдались. Одним из первых законов Нового курса в штате стал «Закон о восстановлении промышленности (1933)», который сразу оживил промышленность: с марта 1933 по апрель 1934 года в промышленности штата появилось 142000 новых рабочих мест, а зарплата рабочих стала выше средней по Югу ($11.54 за 36 рабочих часов в неделю).
В мае 1933 года начала работать Федеральная администрация чрезвычайной помощи, которая помогала безработным и впервые с эпохи реконструкции целенаправленно помогала чернокожим. Их было 25 % населения штата, но чернокожие составляли половину всех безработных и 80 % тех, кто числился в списках нуждающихся в помощи. Агентство Управление гражданских работ всего за 6 месяцев построило 300 новых школ, отремонтировало 4000 школ, и построило почти 50000 уличных туалетов. Но самой успешной стала программа Гражданский корпус охраны окружающей среды, которая не только помогала материально, но и способствовала обучению многих молодых людей. Отчасти она помогла им подготовиться к военной службе в годы последующей войны. За два года корпус основал 81 рабочий лагерь и принял в свои ряды 16200 человек. Их усилиями был создан Национальный парк Грейт-Смоки-Маунтинс.
Важнейшее значение для экономики штата имел Закон о регулировании сельского хозяйства, который стремился избавиться от перепроизводства, сократить площади хлопковых и табачных полей и поднять цены на эти товары. С 1932 по 1935 год удалось снизить производство хлопка с 13 до 10.6 миллионов тюков, из-за чего цены выросли с 6.5 до 11.1 центов за фунт хлопка. Компенсационные выплаты удвоили доходы фермеров. И всё же хлопковый бизнес медленно выходил из кризиса. Больше повезло табачной индустрии. Но эта же программа повлияла на сокращение численности афроамериканцев в сельском хозяйстве. Многие из чернокожих воспользовались федеральной помощью для переселения в северные штаты, что было частью процесса Великой миграции. Недовольство политикой Рузвельта стало причиной того, что многие демократы стали склоняться к республиканизму.

### Вторая мировая война

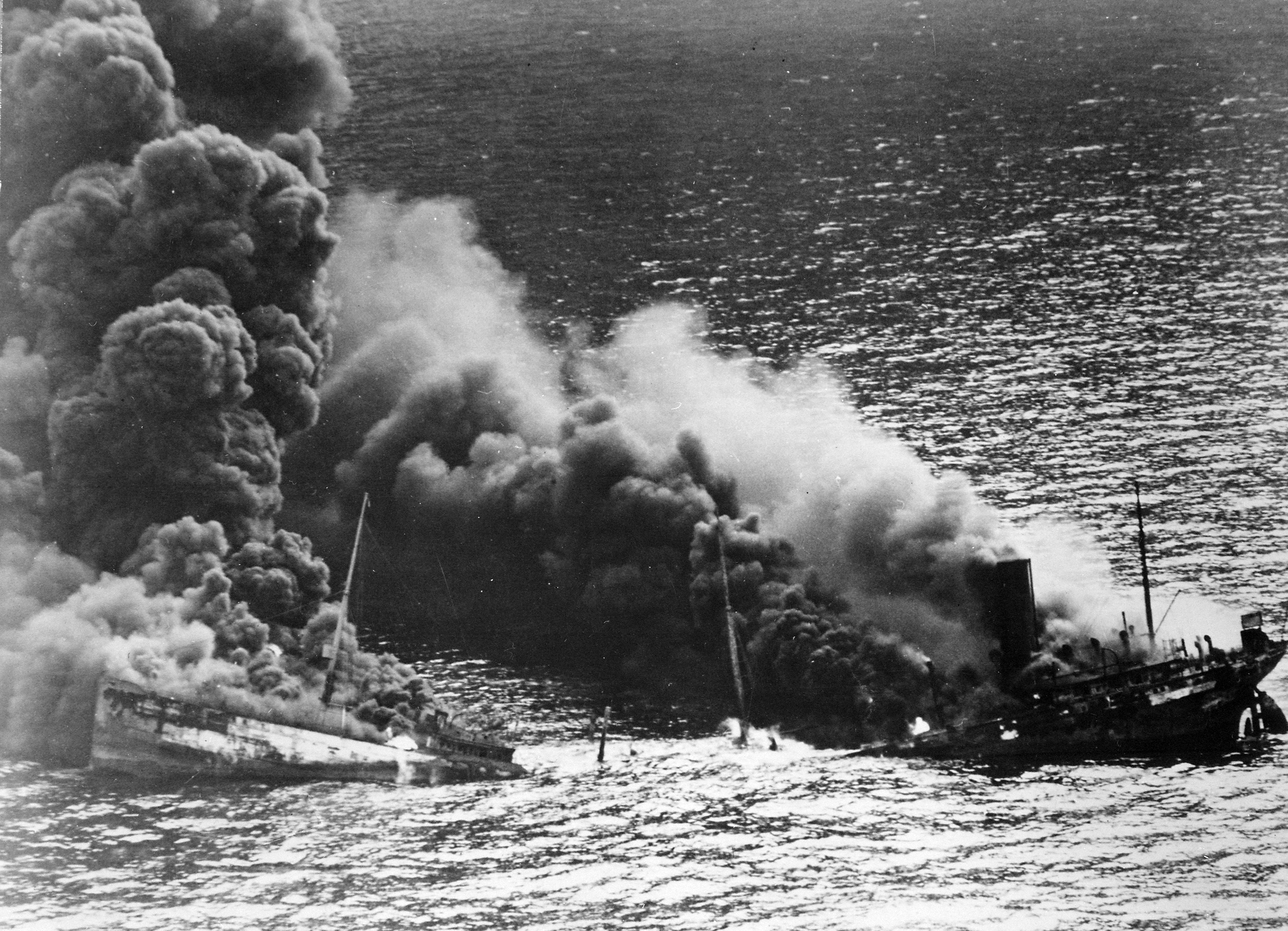
Танкер Dixie Arrow, затопленный у берегов Северной Каролины.

В 1940 году население Северной Каролины составляло 3 571 623 человек, менее 3 % от всего населения США. Когда началась II Мировая война, штат внёс примерно пропорциональный вклад в формирование армии США, отправив на фронт 366 000 человек. Из них 258 000 служили в пехоте, 90 000 во флоте и 13 000 в морской пехоте. Примерно 85 000 из них были чернокожими. 8050 человек погибли в годы войны, и примерно всемеро большее количество было ранено или попало в плен. В целом вклад штата в войну был серьёзным, хотя и не выдающимся, гораздо менее заметным, чем вклад в Гражданскую Войну. Но лагеря и тренировочные центры подготовили больше военнослужащих, чем все остальные штаты. 250 000 рекрутов прошли через лагерь Кэмп Батнер около Дарема, в форте Брэгг проходили тренировку до 100 000 человек одновременно: в нём прошли тренировку 5 воздушно-десантных дивизий, две пехотные дивизии и одна танковая. Северокаролинцем был Уильям Кэри Ли, создатель американских воздушно-десантных войск.
Побережье около Уилмингтона стало известно как «Берег морской пехоты». На авиабазе Черри-Пойнт были подготовлены 20 000 лётчиков для войны на Тихом Океане. Ещё 16 000 человек прошли обучения на других базах на побережье. Три года подряд Флот отрабатывал на северокаролинском побережье тактику воздушных боёв и десантные операции. На Внешних отмелях тренировались те, кто потом будут участвовать в боях за Гуадалканал, Тараву, Иводзиму и Окинаву. В лагере Кэмп-Лежен тренировались рядовые 1-й дивизии морской пехоты, которая потом прошла многие сражения на Тихом океане.
Уже через несколько недель после начала война немецкие подводные лодки начали охоту за американскими кораблями у островов Северной Каролины. 18 января 1942 года был потоплен танкер Allan Jackson, который стал первой потерей штата в той войне. Впоследствии здесь погибло так много кораблей, что водное пространство около острова Гаттерас стало называться «Торпедная Аллея». Для борьбы с подводными лодками были созданы пункты береговой обороны, и в итоге к лету 1942 года нападения почти прекратились.
Война многое изменила в жизни штата. Тысячи военнослужащих, которые прошли через северокаролинские тренировочные лагеря, разнесли слухи о жизни в Северной Каролине, многие захотели переселиться в штат, что привело к самой крупной миграции в истории штата: более 220 000 человек переселились сюда после 1945 года. Через войну прошли многие политики, которые влияли на жизнь штата в последующие годы: например, либерал Терри Сэнфорд или консерватор Джесси Хелмс. Вестри Лонг в годы войны командовала женским армейским корпусом, а после войны добивалась расширения присутствия женщин в армии США. Но сильнее всего война повлияла на положение чернокожих. «Когда вас научили сражаться за свою страну, — говорил ветеран Харольд Уэбб, — а потом вы вернулись в сегрегированную страну, у вас появляется мотивация продолжать борьбу». С другой стороны, многие белые военнослужащие только утвердились в республиканских консервативных ценностях, привыкли к военной дисциплине, иерархии и доминирующей роли мужчин. На губернаторских выборах 1948 года победил традиционалист Уильям Скотт, который, однако, впервые назначил женщину (Сьюзи Шарп) на должность верховного судьи, и назначил несколько чернокожих на административные должности.

### Движение за гражданские права

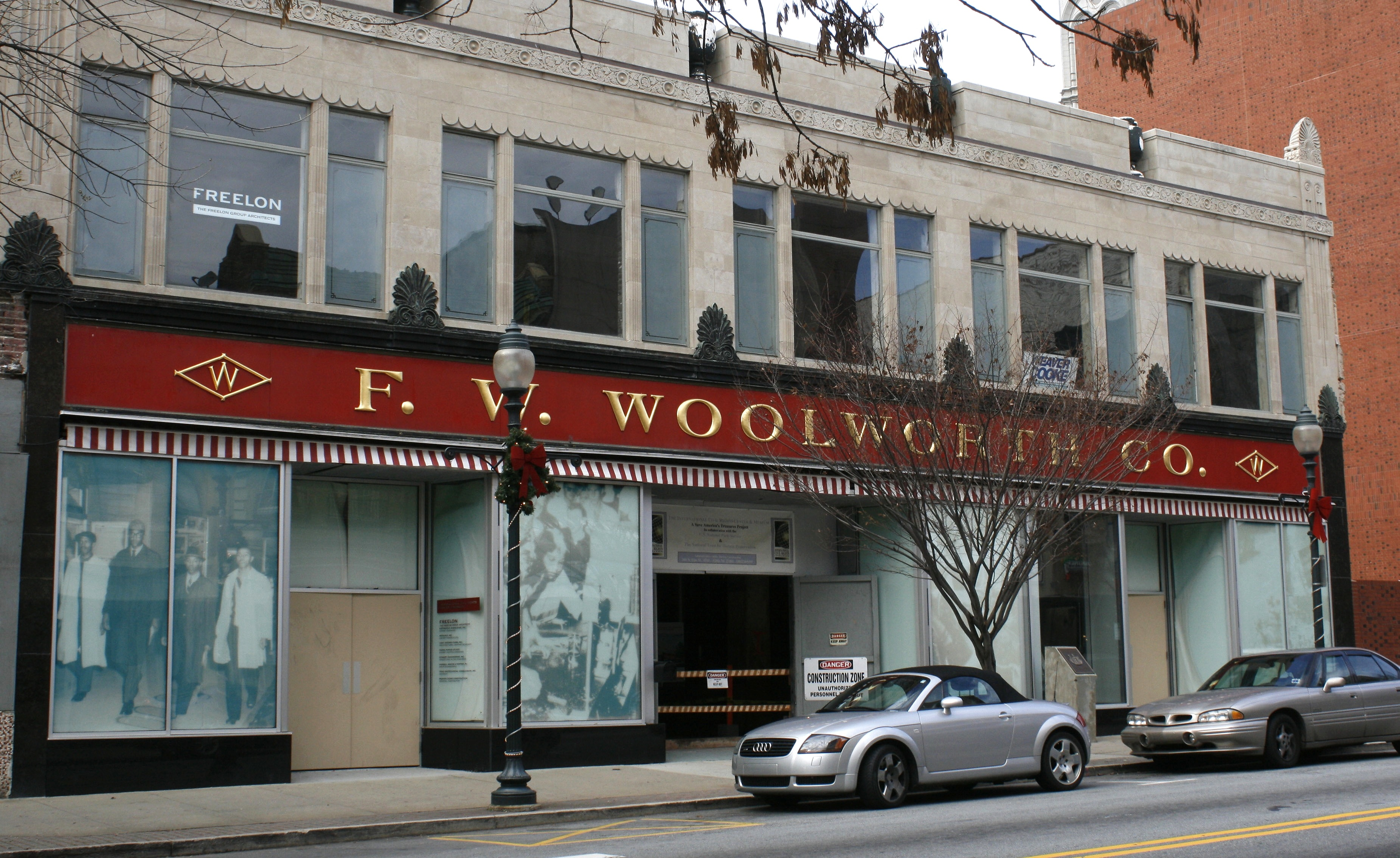
Магазин Woolworth в Гринсборо.

Движение за гражданские права чернокожих в США происходило в основном между 1960 и 1973 годами, но в Северной Каролине этот процесс затянулся до 1979 года. Начало движению было положено 1 февраля 1960 года, когда четверо чернокожих студентов («Гринсборская четвёрка») устроили сидячую демонстрацию в магазине компании Woolworth в Гринсборо. За последующий месяц подобные демонстрации произошли в каждом городе Северной Каролины. Движущей силой стали в основном студенты, а поддержку им оказывала даже президент Бенет-Колледжа, Вилла Плеер. С конца XIX века в штате было большое количество учебных заведений для чернокожих, много газет, издаваемых афроамериканцами, и это повлияло на успех движения. Северная Каролина на какое-то время стала авангардом движения за права чернокожих.
28 февраля 1960 года протесты против сегрегации начались в университетском городе Чапел-Хилл. Город быстро превратился в центр протестного движения. 8 мая в Чапел-Хилл прибыл Мартин Лютер Кинг, а в 1961 году город посетил президент Кеннеди. Многие протестующие были арестованы или высланы из штата по приговору суда. Только к 1964 году удалось добиться отмены сегрегации. Протестующих поддержал губернатор Терри Сэндфорд который сам отправил своего сына в десерегированную школу. В городе Роли, столице штата, сегрегация была полностью отменена в 1963 году. Но если в крупных городах процесс шёл быстро, то в провинции начались межрасовые столкновения с применением оружия.
Эпоха борьбы за гражданские права одновременно стала пиком активности Ку-клукс-клана в Северной Каролине: если прежде Клан был непопулярен в штате, то теперь его членов было почти 13000, больше, чем на всём остальном Юге. Они устраивали шествия, поджигали школы и церкви, не давали детям чернокожих посещать белые школы, участвовали в избиениях и перестрелках. Клан был особенно активен в западных округах штата, где белое население было недовольно федеральной политикой по распространению гражданских прав. Беспорядки в Уилмингтоне привели к необоснованному аресту в 1971 году 10 чернокожих, известных сейчас как Уилмингтонская десятка. 3 ноября 1979 года группа куклуксклановцев и неонацистов открыла огонь по демонстрации. Это событие стало известно как «Бойня в Гринсборо».

### Неоконсерватизм

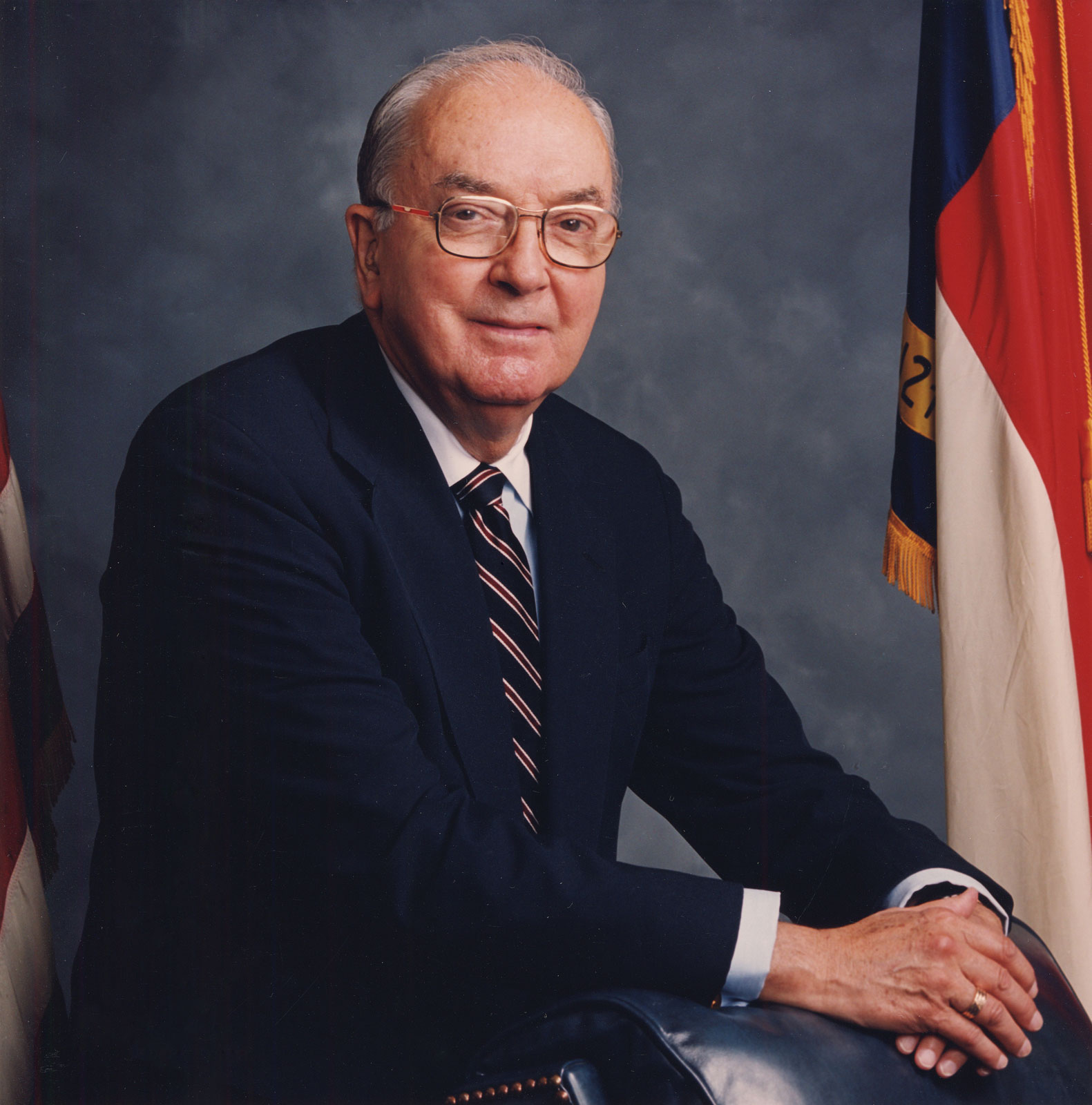
Сенатор Джесси Хелмс

В 1970-х годах Северная Каролина была штатом, где развивалась экономика, росло население, шла борьба за гражданские права, но одновременно усиливались традиционалисты и консерваторы. Это выразилось в противостоянии двух крупных политиков: консервативного демократа Джесси Хелмса и умеренного демократа Джеймса Ханта. Оба пришли в политику почти одновременно. Хелмс стал сенатором в 1972 году и сразу начал бороться с гражданскими правами, которые считал угрозой для общества. Его политика дала ему прозвище «Сенатор Нет». Последующие события — Уотергейтский скандал, отставка Никсона и нефтяной кризис — привели его к мысли, что Америке надо вернуть её былое величие. В последующие 30 лет Хелмс блокировал любые либеральные идеи. Однако в Северной Каролине его политике первое время препятствовал Джеймс Хант.
Хант был мало известен, когда неожиданно победил на выборах заместителя губернатора. Это случилось в 1972 года, когда Хелмс стал сенатором, Никсон президентом, а Джеймс Хольсхаузер губернатором штата. Пока политика штата всё более уклонялась вправо, Хант проводил либеральные реформы в духе 1960-х. Став губернатором после Хольсхаузера, он продолжил начатую тем реформу системы образования, поднимал зарплаты учителям и строил дороги. При нём развернулась борьба за ратификацию поправки к конституции, известной как Equal Rights Amendment. Усилиями консерваторов (особенно сенатора Сэма Эрвина) поправка так и не была ратифицирована штатом.

### Конец века

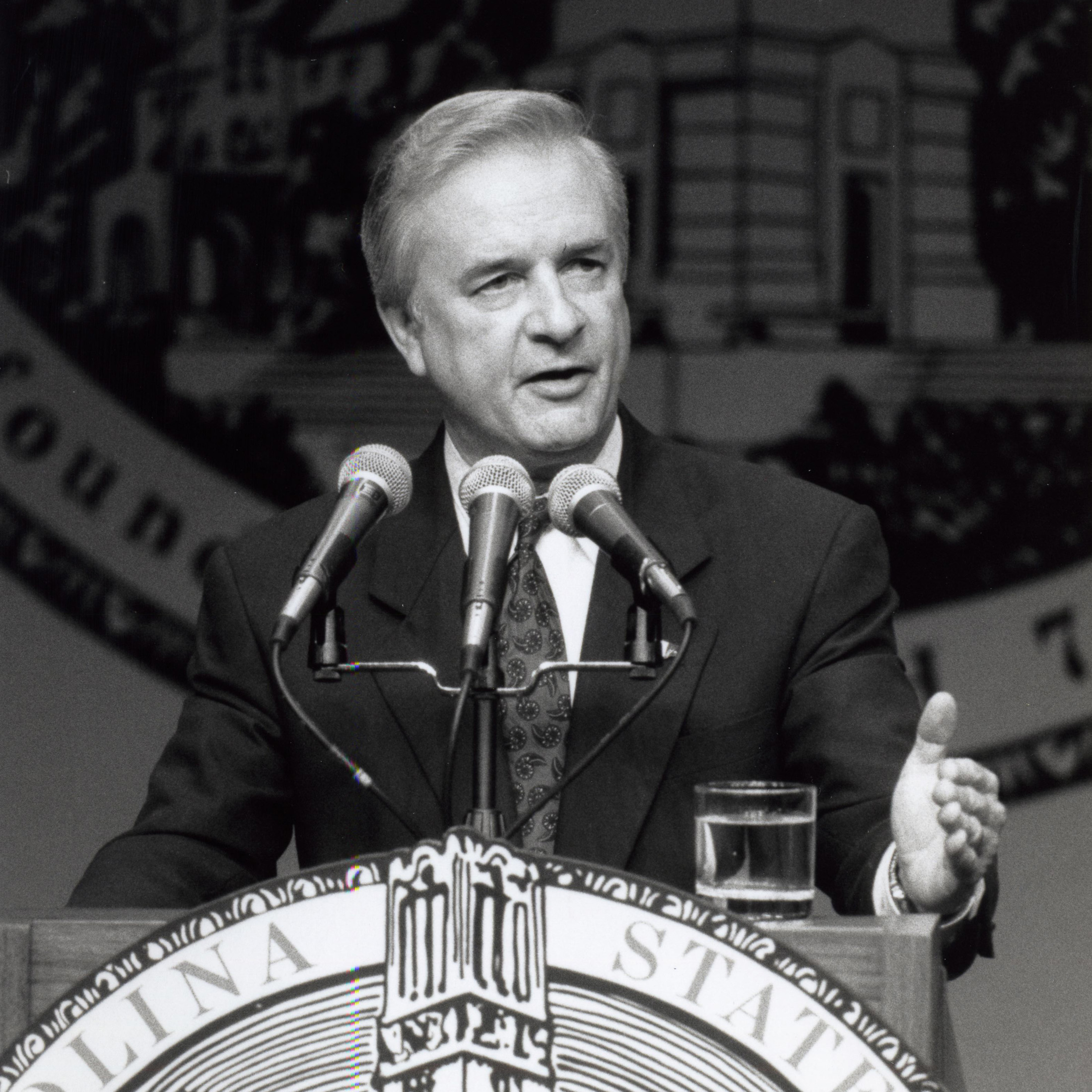
Джеймс Хант в 1992 году

В 1984 году у губернатора Джеймса Ханта заканчивался срок правления, и он решил вступить в борьбу за место сенатора с Джесси Хелмсом. Эта сенатская предвыборная кампания 1984 года стала важнейшим событием политической жизни в штате, которое повлияло на всё его будущее. Политологи называли эту борьбу вторым по важности политическим событием в стране после президентских выборов 1984 года. Хелмс был противником гомосексуальности и ЛГБТ, а эпидемия СПИДа в 1980-х сделала эти вопросы актуальными. Республиканец и сторонник администрации Рейгана, Хелмс вёл агрессивную кампанию, называя своих противников агентами геев и лесбиянок. Он знал, что ему важно завоевать голоса белых избирателей старшего поколения на западе штата, и ради этого начал борьбу против присвоения дню рождения Мартина Лютера Кинга статуса национального праздника. Его стратегия оказалась удачной и на выборах 6 ноября 1984 года он победил, набрав 52 % голосов. Эта предвыборная кампания оказалась самой дорогой в истории штата, оба кандидата потратили более 26 миллионов долларов.
На последующих сенатских выборах (1990 и 1996 года) соперником Хелмса был чернокожий кандидат, демократ Харви Гант, ранее мэр Шарлотта. Хелмс дважды победил его с тем же процентом голосов (52 %). Джеймс Хант дважды избирался губернатором, и во время своего срока уделял много внимания системе образования, как и его преемник, Джеймс Мартин. Оба губернатора поднимали цены на бензин, чтобы получить деньги на строительство дорог. К 2003 году Северная Каролина имела самые высокие цены на бензин и лучшие дороги на всём американском юге. В годы правления Мартина Департамент образования получал беспрецедентно большой процент выплат из бюджета штата. По инициативе Ханта в 1996 году была введена поправка к конституции, согласно которой губернатор штата впервые получил право вето. В последний срок Ханта Северная Каролина продолжала развиваться, и к 2001 году Шарлотт стал вторым банковским центром США после Нью-Йорка. С 1982 года штат стабильно занимал второе место (после Техаса) в списке штатов, наиболее перспективных для строительства промышленных предприятий. К 1990 году в сельском хозяйстве осталось только 3,4 % рабочей силы от общего числа занятых в штате. Частные фермы, которые доминировали в сельском хозяйстве в 1950-х годах, теперь практически исчезли.
Вместе с тем, с момента победы Хелмса в 1984 году Северная Каролина уклонилась в сторону консерватизма. Даже демократы в штате стали более консервативны. Многие активисты прав чернокожих и активисты феминизма разочаровались в политике и покинули её. Отчасти именно из-за Хелмса в политике штата стали доминировать прежние ценности американского юга. Но если в 1970-х, когда карьера Хелмса только начиналась, белые составляли 77 % населения штата, то к 2000 году значительно увеличился процент азиатов и латиноамериканцев и уже только 72 % населения относили себя к белым. Отчасти это повлияло на избрание демократа Барака Обамы в 2008 году.

## XXI век
Первым губернатором штата в XXI веке стал Майкл Исли, при котором Северная Каролина переориентировалась с сельского хозяйства и фабричного производства на инновационные технологии. В 2000 году он победил на партийных выборах Дэнниса Уикера и стал губернатором (инаугурация прошла 6 января 2001 года), продержавшись на этом посту до 2009 года. Основой его программы была забота об образовании и здравоохранении. Он ввёл небольшой временный налог на финансирование образовательных программ, а также добивался того, чтобы зарплата учителей в штате была выше средней по стране. Исли издал Clean Smokestacks Act, который требовал снижения вредных выбросов теплостанций, и к 2009 году объёмы выбросов удалось сократить до 73 %, а выбросы диоксида серы до 49 % (от объёмов 1998 года). На выборах 2004 года в стране победил республиканец Джордж Буш, а на сенатских выборах победил Ричард Бёрр, но несмотря на это демократ Исли победил на губернаторских выборах и был переизбран на второй срок. В августе 2005 года он организовал специальную лотерею для сбора средств на новые образовательные программы.

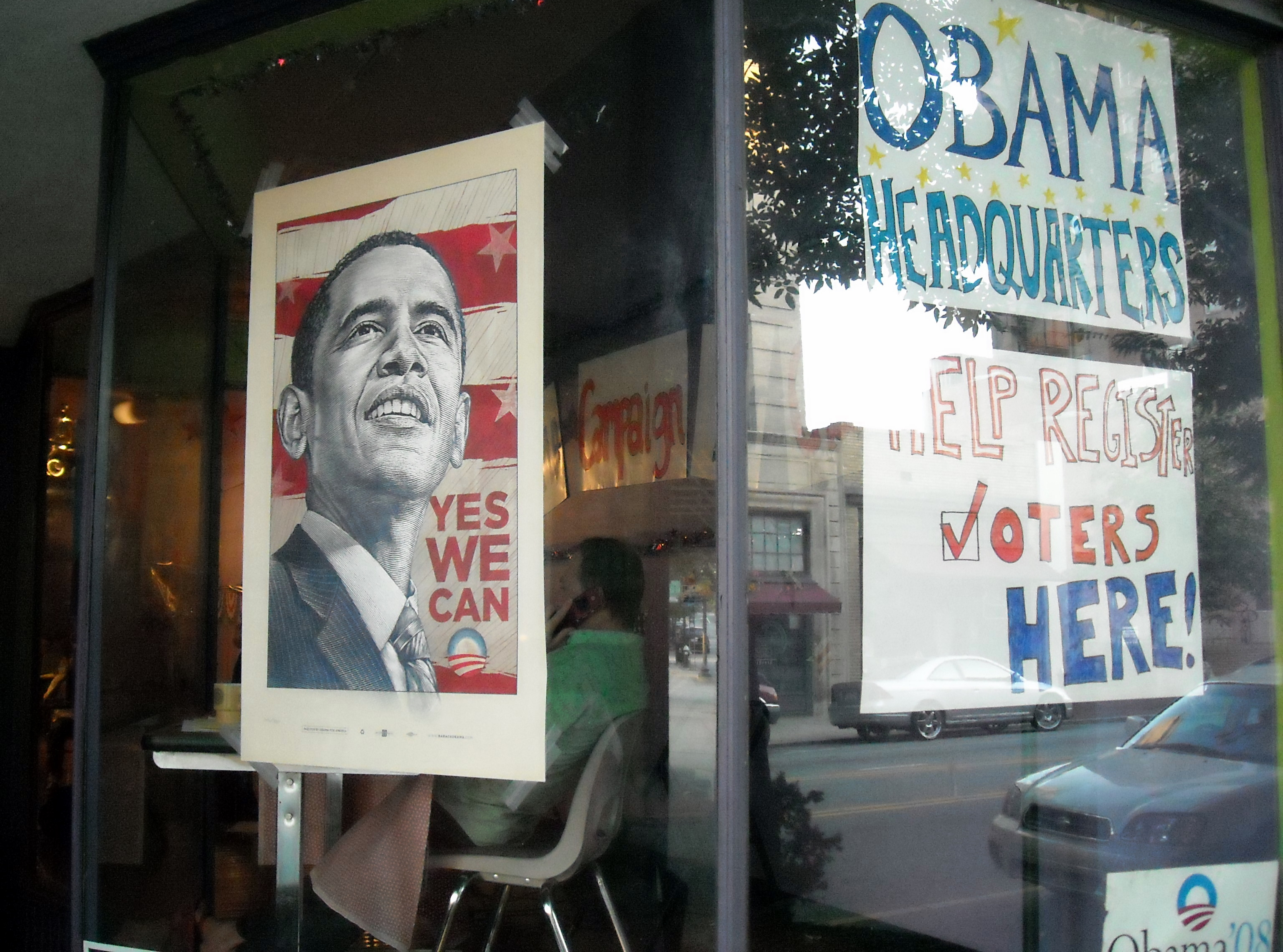
Предвыборная агитация за Обаму в 2008 году в Гринсборо.

В 2008 году в штате прошли президентские выборы, губернаторские выборы и сенатские выборы. На президентских выборах победил демократ Барак Обама, который получил в штате 49,9 % голосов и тем самым получил 15 голосов выборщиков, на губернаторских выборах победила демократ Беверли Пердью, которая с небольшим перевесом победила республиканца Патрика Маккрори, а демократ Кей Хаган победила на выборах в сенат США.
Пердью, которая ранее была вице-губернатором при Исли, занимала пост с 2009 по 2013 год и отказалась избираться на второй срок. Она приняла штат с серьёзным дефицитом бюджета (11 %), но сумела сократить расходы и найти средства для инвестиций в образование, технологии и транспортную инфраструктуру. При ней Северная Каролина стала общепризнанным лидером в области образования, информационных технологий, биотехнологий и нанотехнологий, фармацевтике, экологических технологий и тяжёлом машиностроении. При Пердью Северная Каролина оказалась в числе восьми штатов с высшим рейтингом надёжности облигаций (рейтинг ААА).
В 2012 году на президентских выборах в штате президенту Обаме не удалось удержать штат, и Северная Каролина стала единственным штатом, который сменил предпочтения и проголосовал за республиканца Митта Ромни, который набрал в штате 50,6 % голосов и забрал все 15 голосов выборщиков. Также республиканцам удалось отбить три места в Законодательном собрании штата. На губернаторских выборах победил Патрик Маккрори, который стал первым губернатором-республиканцем с 1993 года. Он набрал 54,7 % голосов избирателей.
В 2016 году на президентских выборах в штате республиканец Дональд Трамп победил Хилари Клинтон, набрав 50,5 % голосов. Республиканец Ричард Бёрр победил на сенатских выборах, а демократ Рой Купер победил Патрика Маккрори и стал 75-м губернатором штата.
В 2020 году на президентских выборах в штате Трамп победил Байдена, набрав 49,9 % голосов (против 48,6 % у Байдена). Сенатор Том Тиллис (республиканец) переизбрался в сенат США, а Купер переизбрался на второй губернаторский срок, победив вице-губернатора Дэна Форреста.
В 2024 году на президентских выборах в штате Трамп снова победил конкурента от Демократической партии, набрав 51,1 % голосов (против 47,7 % у Харрис). На губернаторских выборах, совпавших с президентскими, победил демократ Джош Стейн, набравший 54.8% голосов. Республиканцы добились большинства и в сенате штата и в палате представителей.

### Статьи
- Esty, Amos. North Carolina Republicans and the Conservative Revolution, 1964-1968 (англ.) // The North Carolina Historical Review. — North Carolina Office of Archives and History, 2005. — Vol. 82, iss. 1. — P. 1—32.
- Ganyard, Robert L. Radicals and Conservatives in Revolutionary North Carolina: A Point at Issue, The October Election, 1776 (англ.) // The William and Mary Quarterly. — Omohundro Institute of Early American History and Culture, 1967. — Vol. 24, iss. 4. — P. 568—587.